# قصر الباي (وهران)
قصر الباي هو مقر الحكم ببايلك الغرب إبان الحكم العثماني للجزائر، يقع القصر بسيدي الهواري قرب جبل مرجاجو ويعود تاريخ بنائه إلى نهاية القرن الثامن عشر على يد محمد باي الكبير بن عثمان.

## المعمار
يتربع قصر الباي بوهران على مساحة قدرها 5.5 هكتار وهو مصنف ضمن التراث الوطني. ينقسم القصر إلى ثمان مرافق هي:
- الديوان.
- جناح المفضلة.
- الحرم.

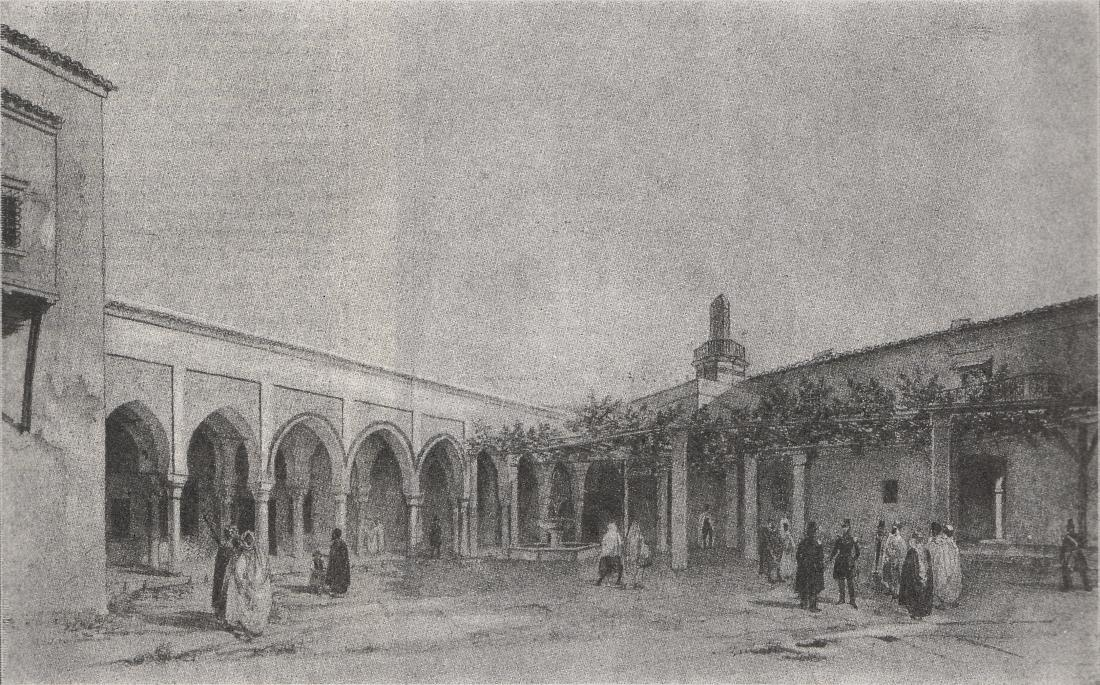
قصر الباي في 1833

- برجين أحمرين (المشيدين عام 1345 في عهد المرينيين).
- ثكنة قديمة (كانت تستعمل كإسطبل للخيول من طرف الأتراك والجيش الفرنسي).
- عدد من الملحقات الأخرى.

## حالة القصر
غدا معلما سياحيا بامتياز، يحجّ إليه الناس من داخل وخارج الجزائر، إنه “قصر الباي”، الذي يقع في حي سيدي الهواري العتيق، وسط مدينة وهران عاصمة الغرب الجزائري.
“قصر الباي” يعتبر واحدا من الشواهد الأثرية، التي حفرت في ذاكرة الجزائريين، فترة الحكم العثماني في البلاد، حيث شيّده محمد باي الكبير بن عثمان، في نهاية القرن الثامن عشر، متخذا إيّاه مقرا لإدارة شؤون الرعية بغرب البلاد، وعرف بـ”بايلك الغرب”.

## الترميم
تم بتاريخ 14 أفريل 2017 عقد اتفاقية بين كل من الحكومة الجزائرية والحكومة التركية بالإضافة إلى شركة توسيالي المتواجدة بالجزائر لترميم القصر باعتباره معلما من معالم الجزائر التاريخية وذلك في أجل اقصاه سنة.

## معرض صور

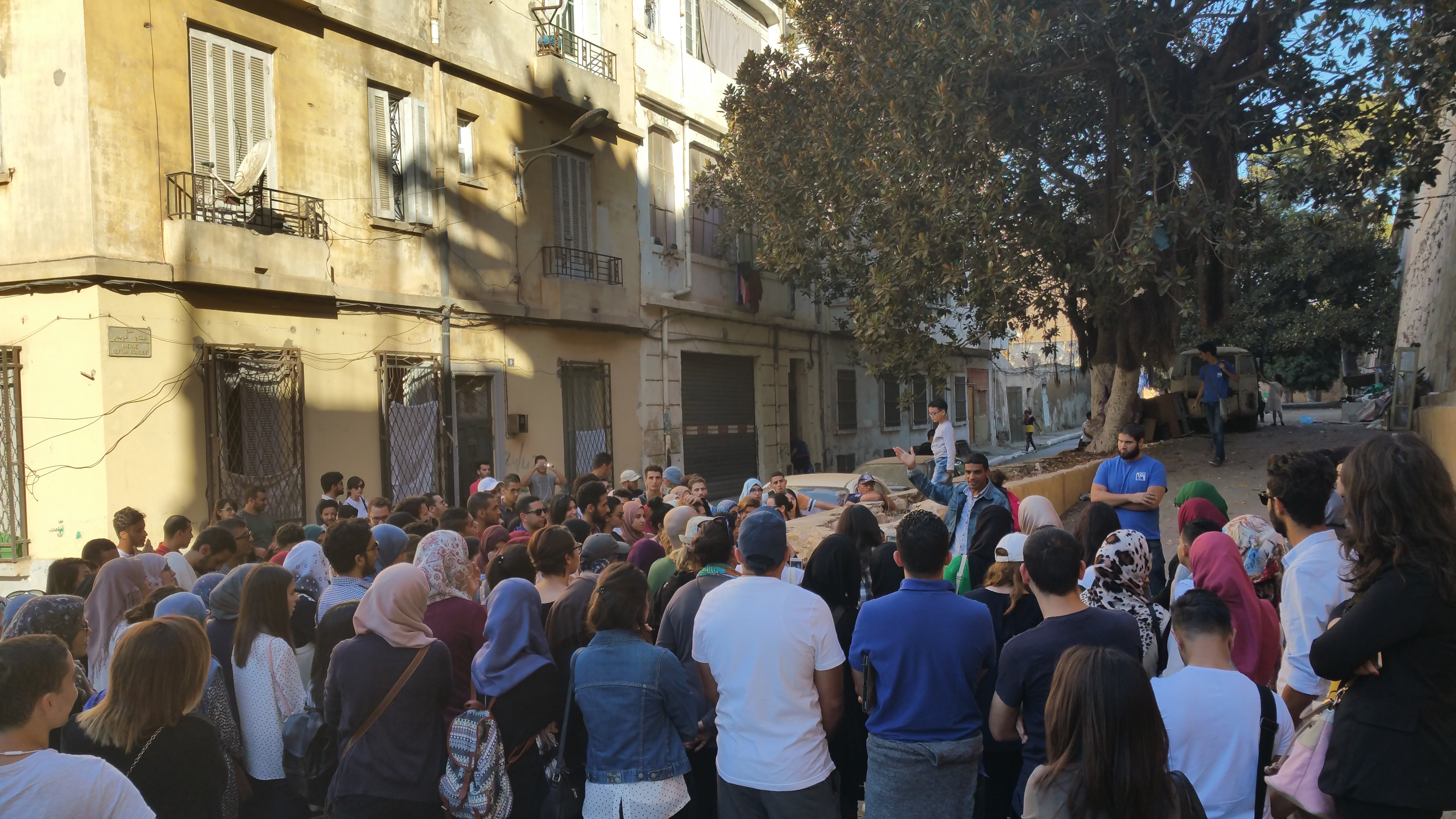
زيارات سياحية لقصر الباي
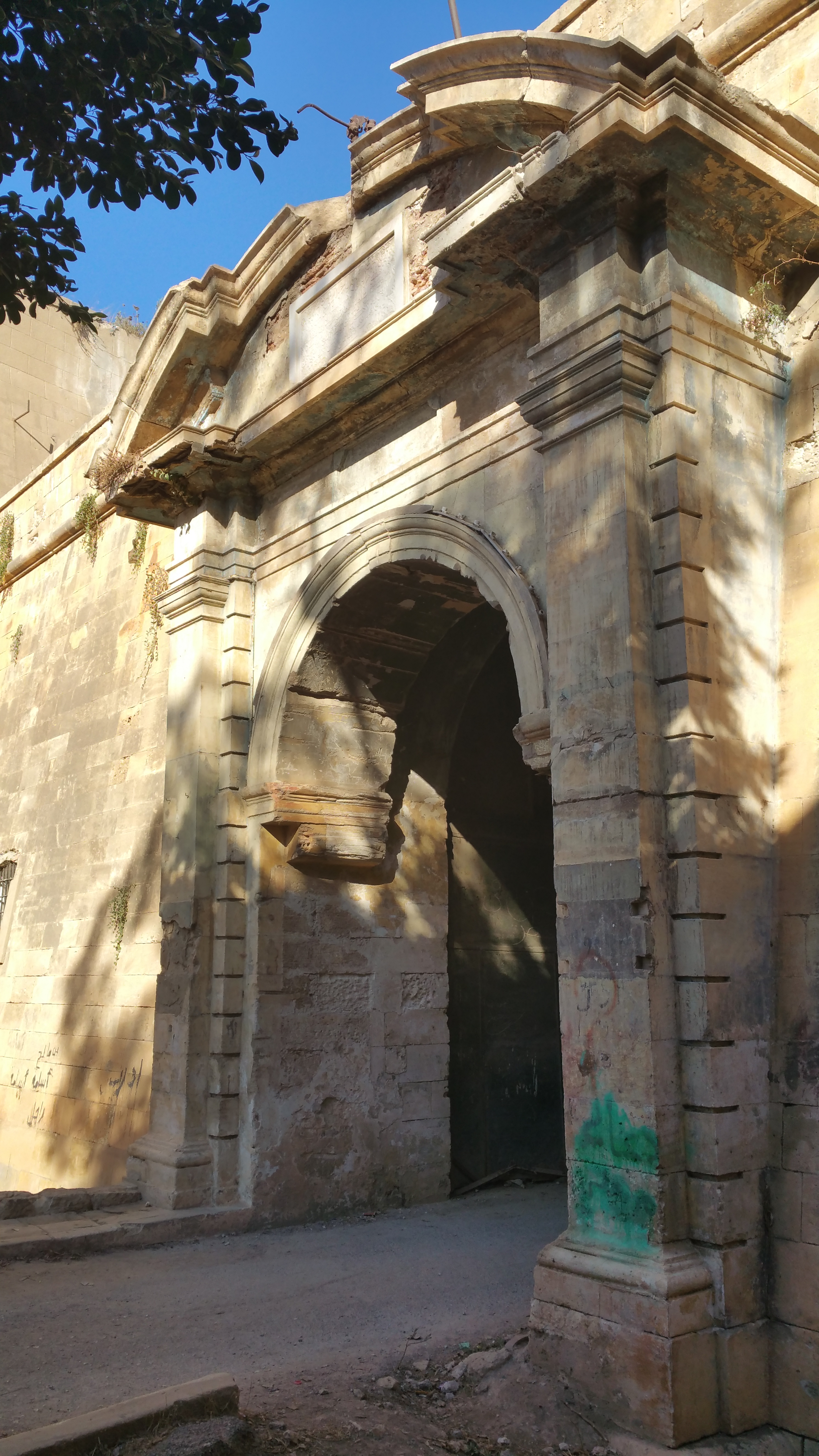
الإسطبل
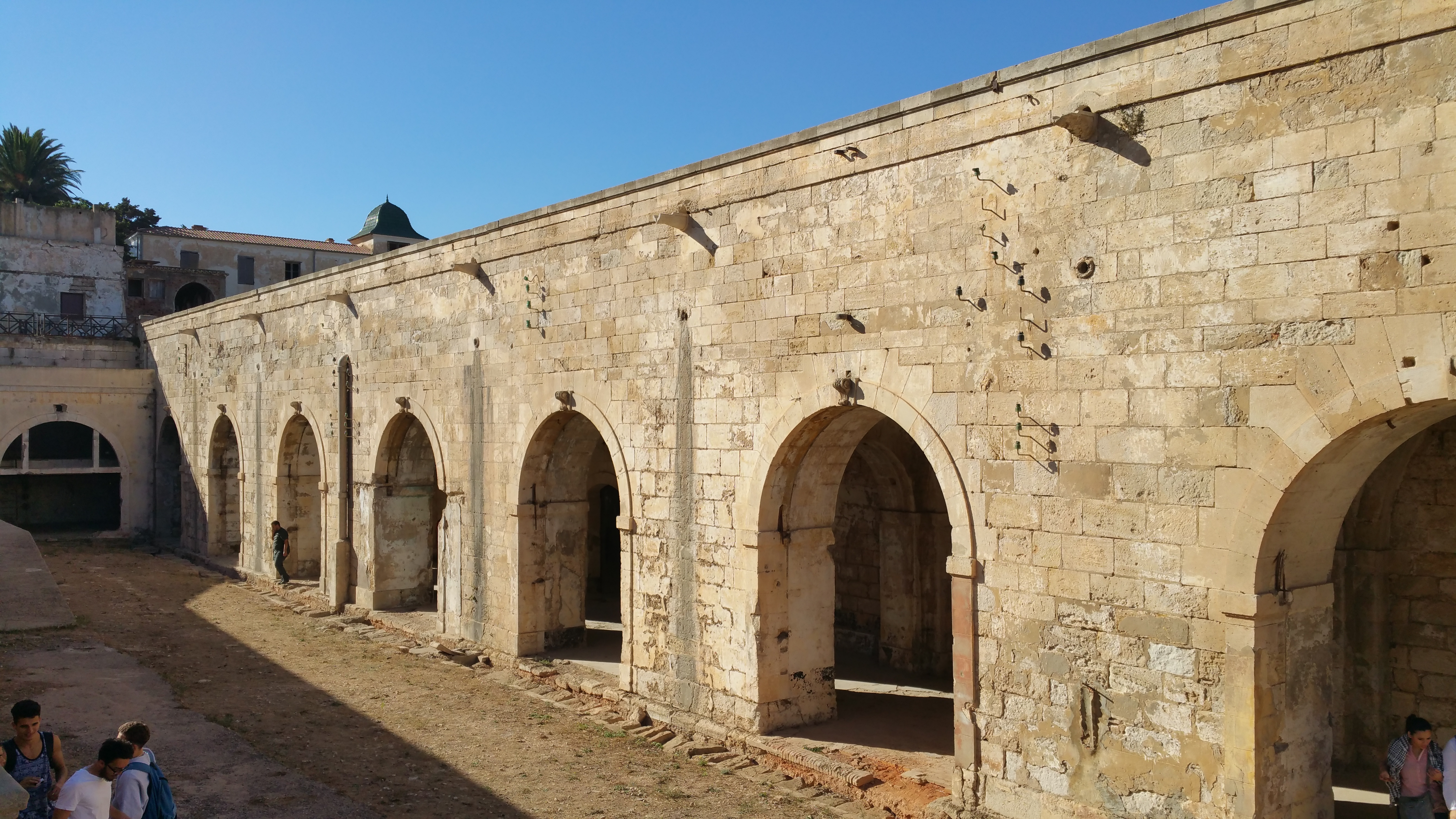
الإسطبل
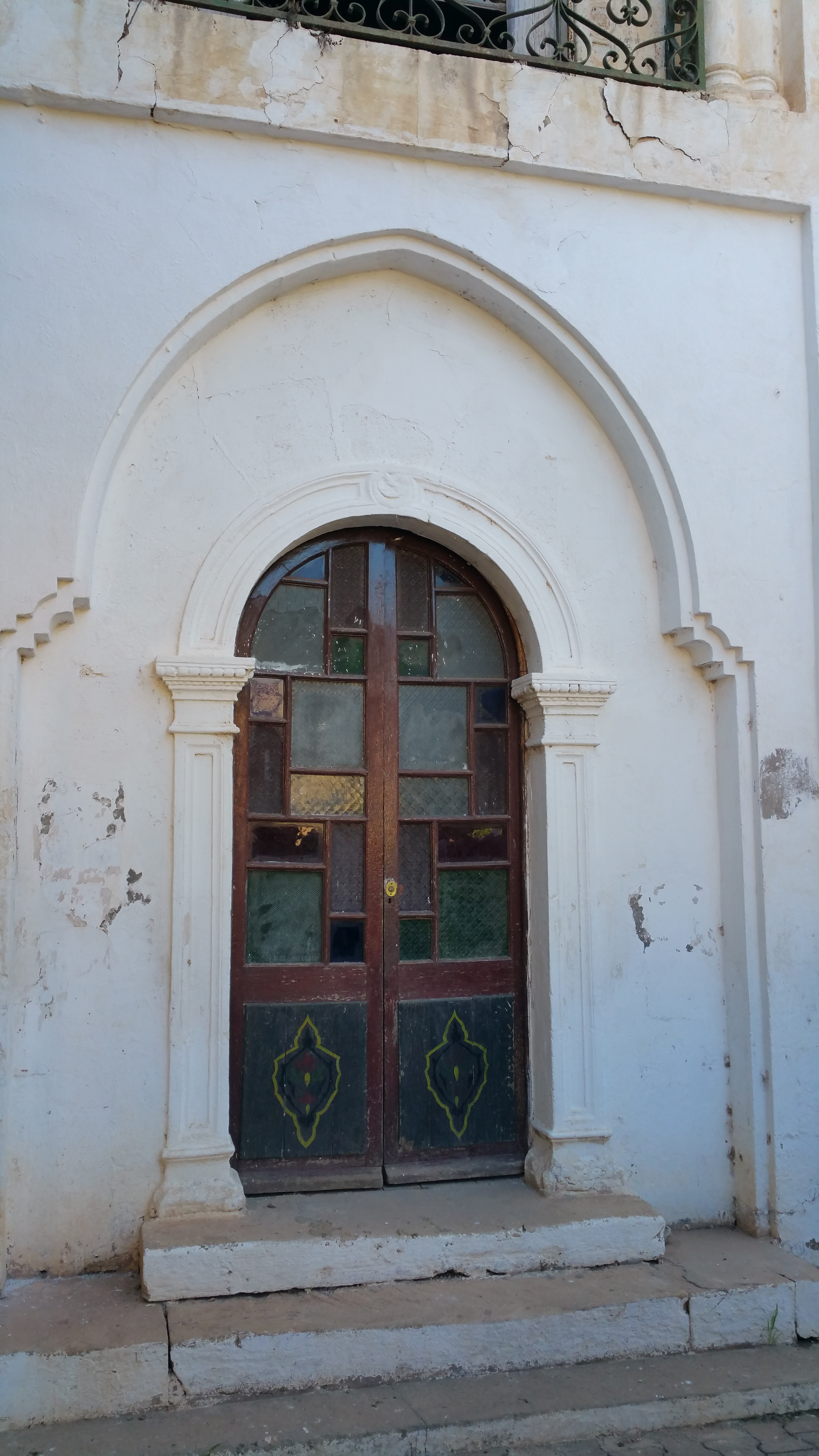
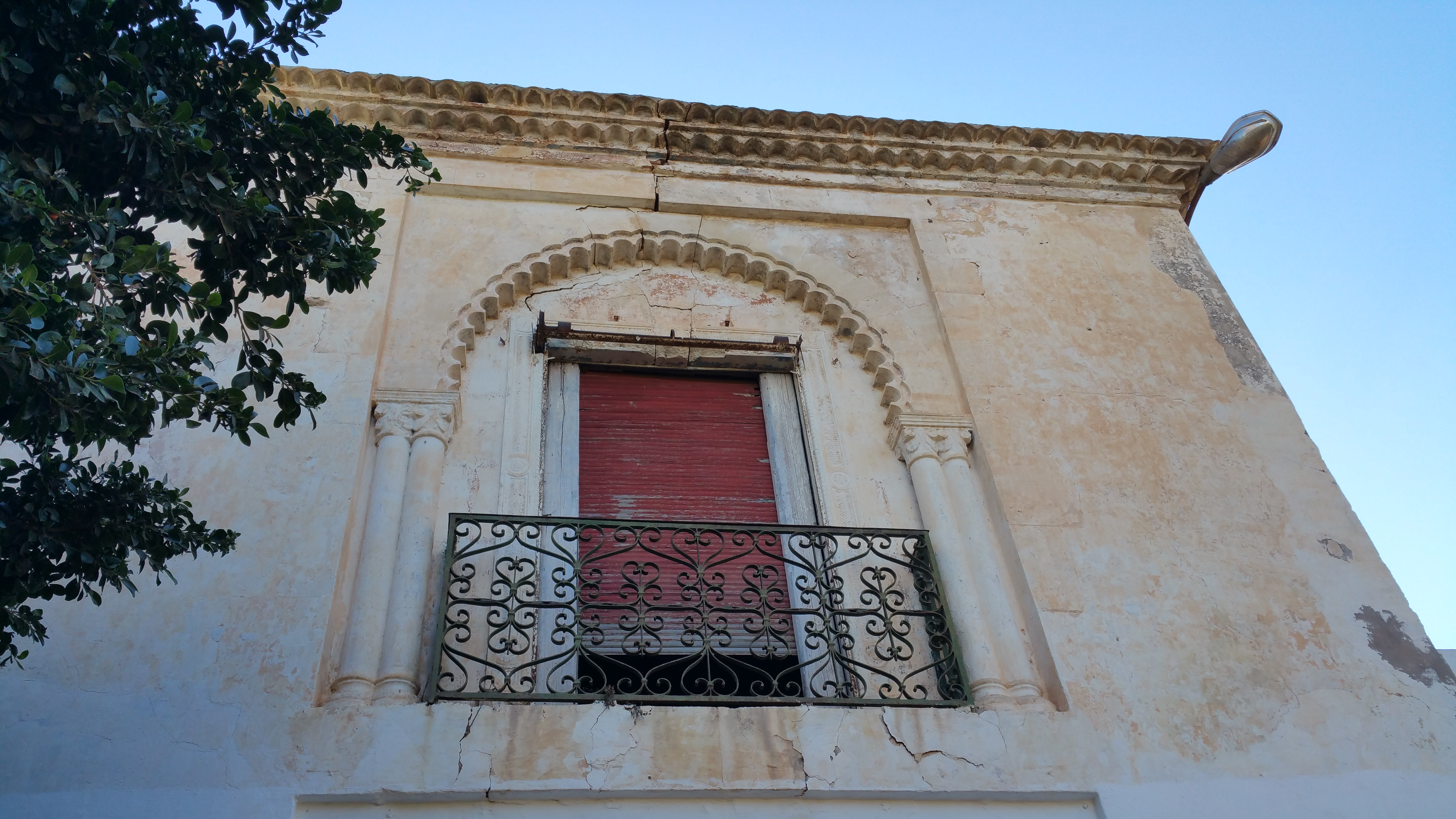
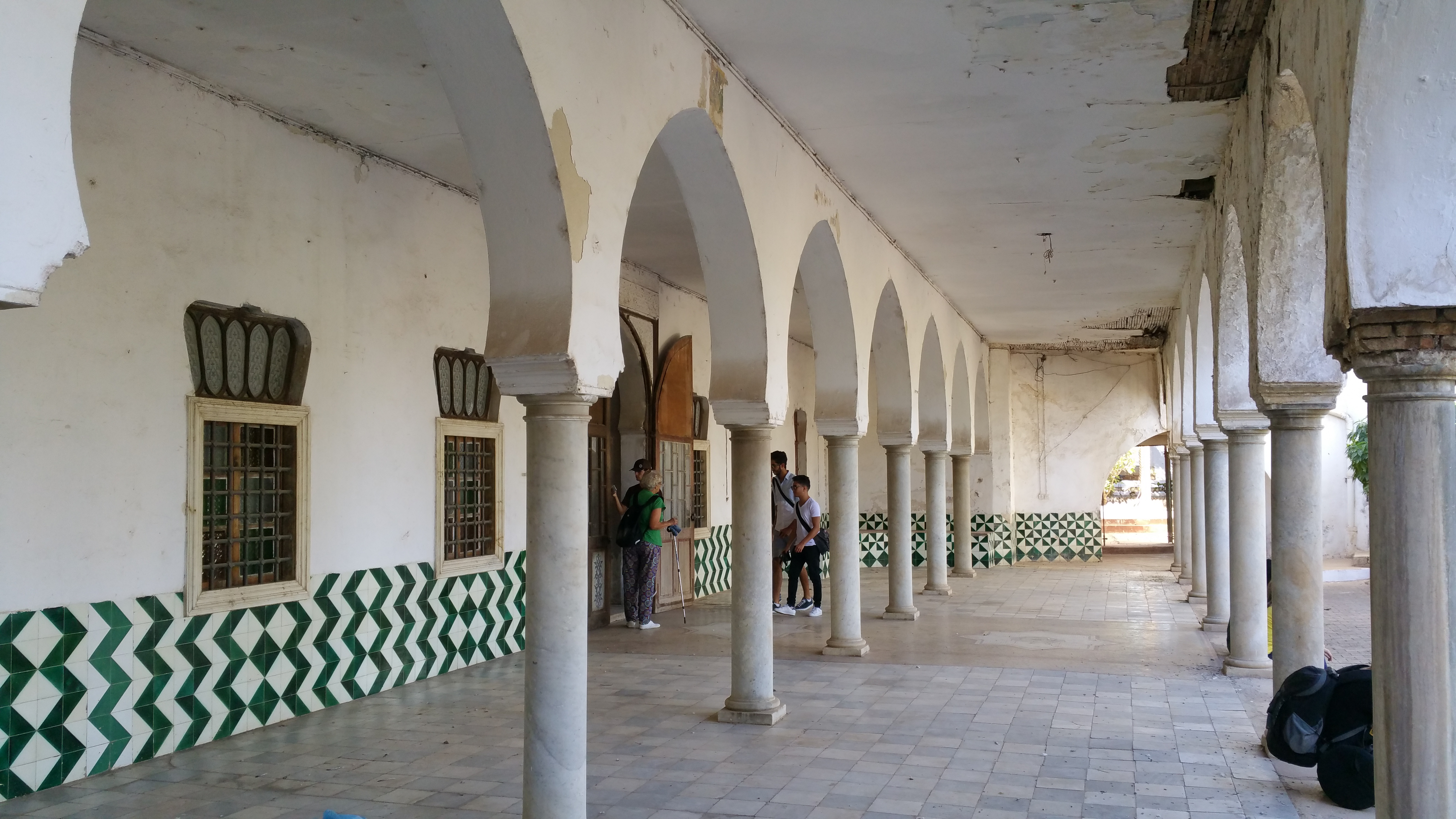
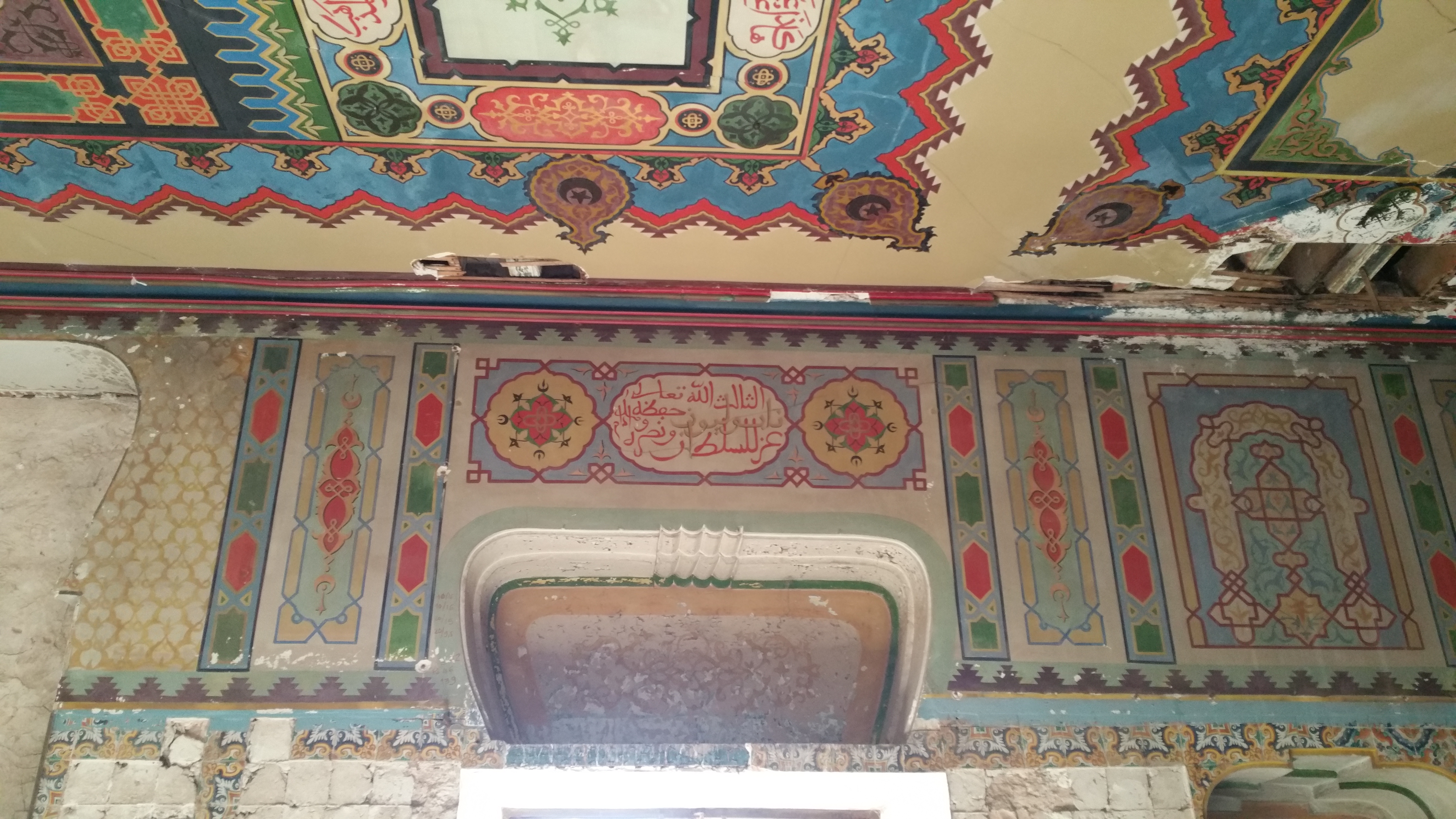
الديوان
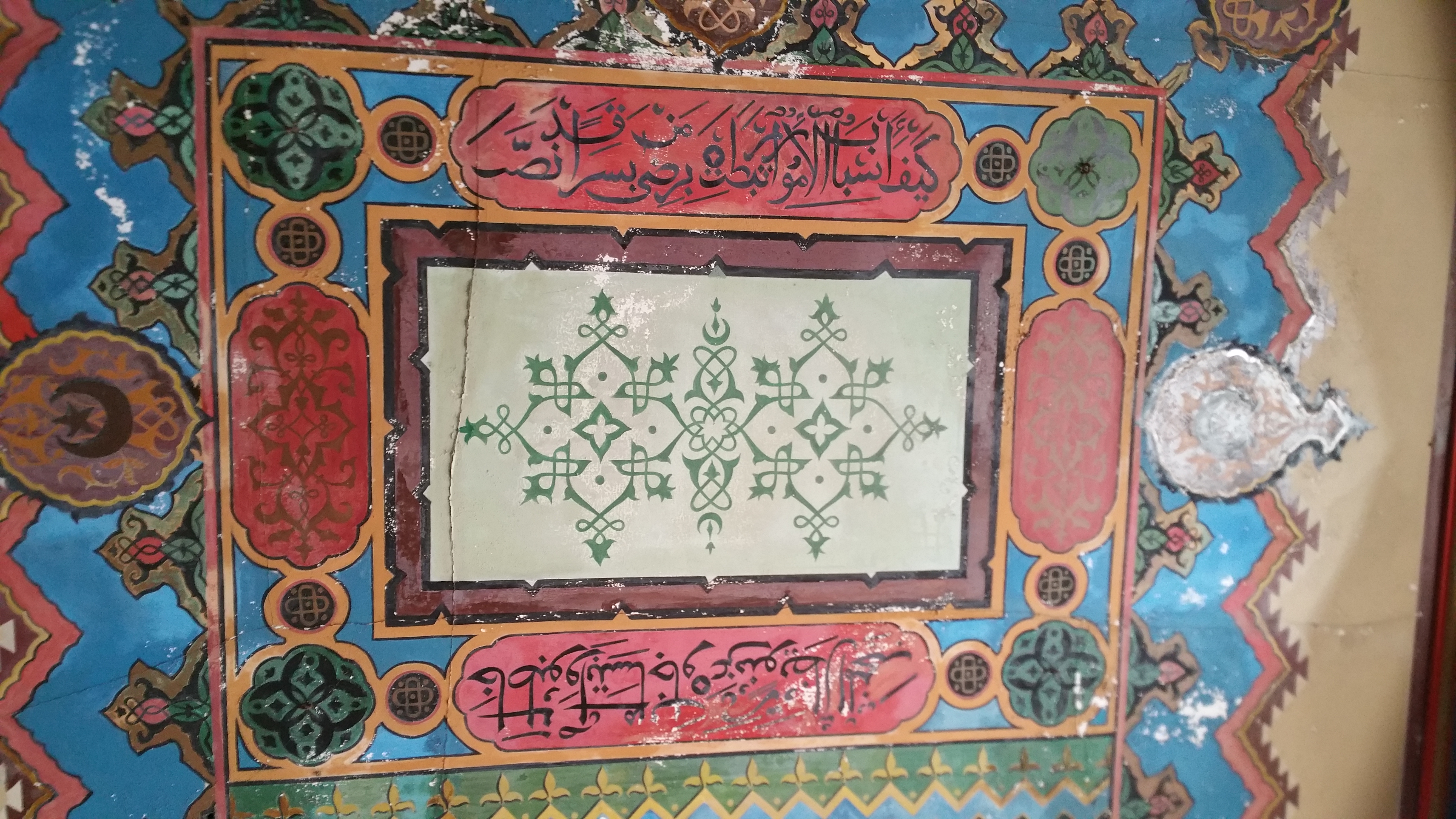
الديوان
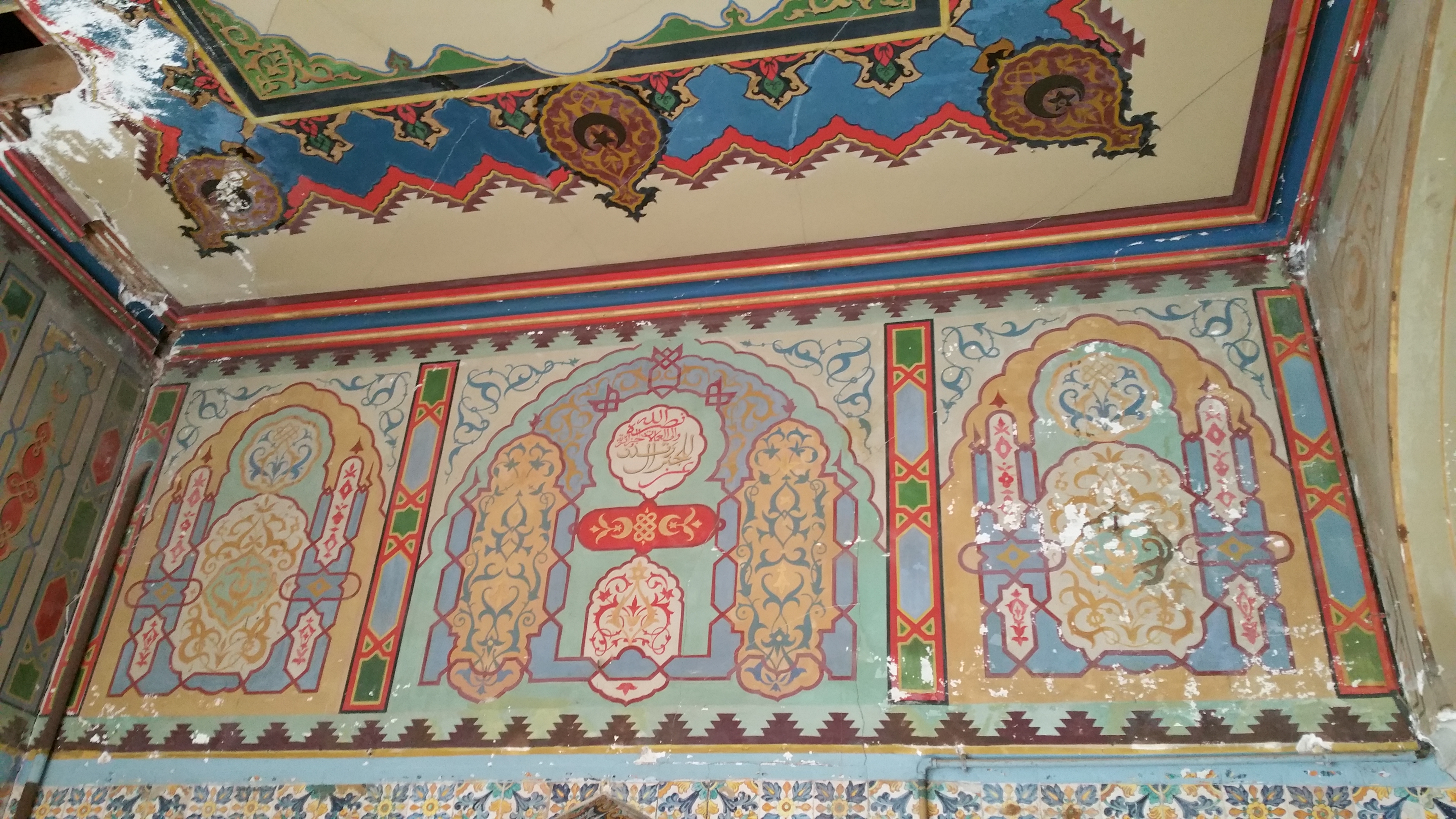
الديوان
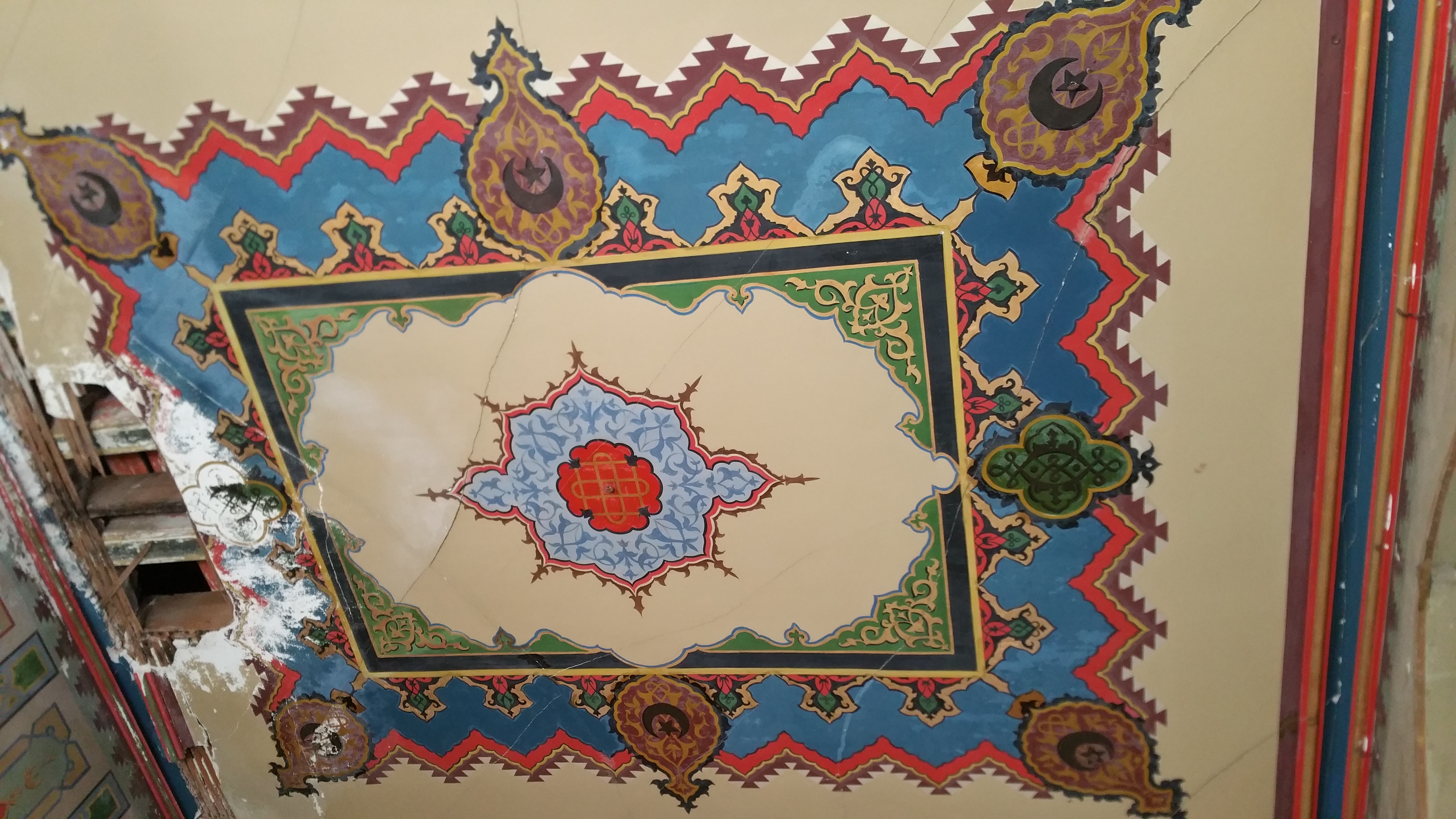
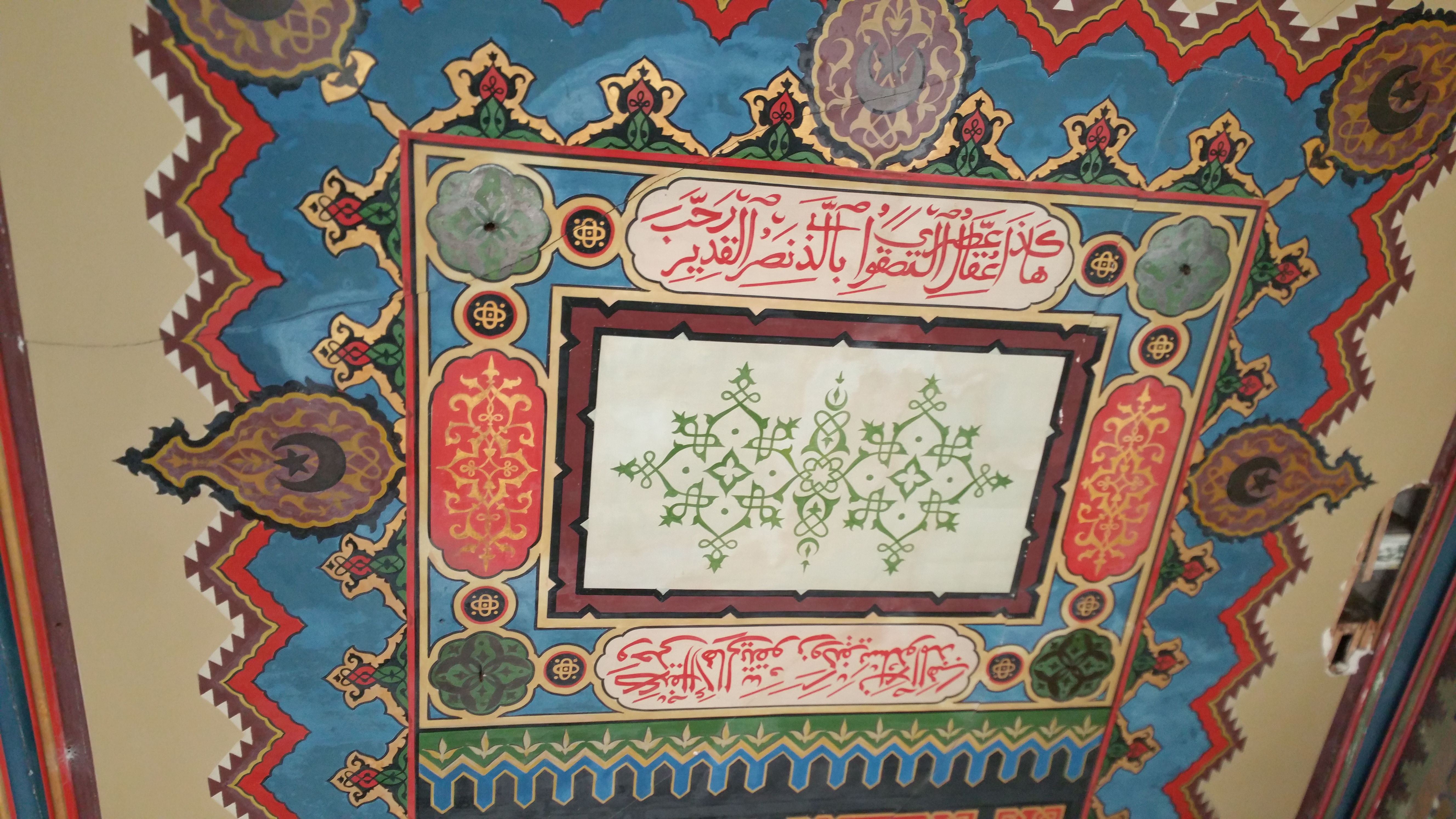
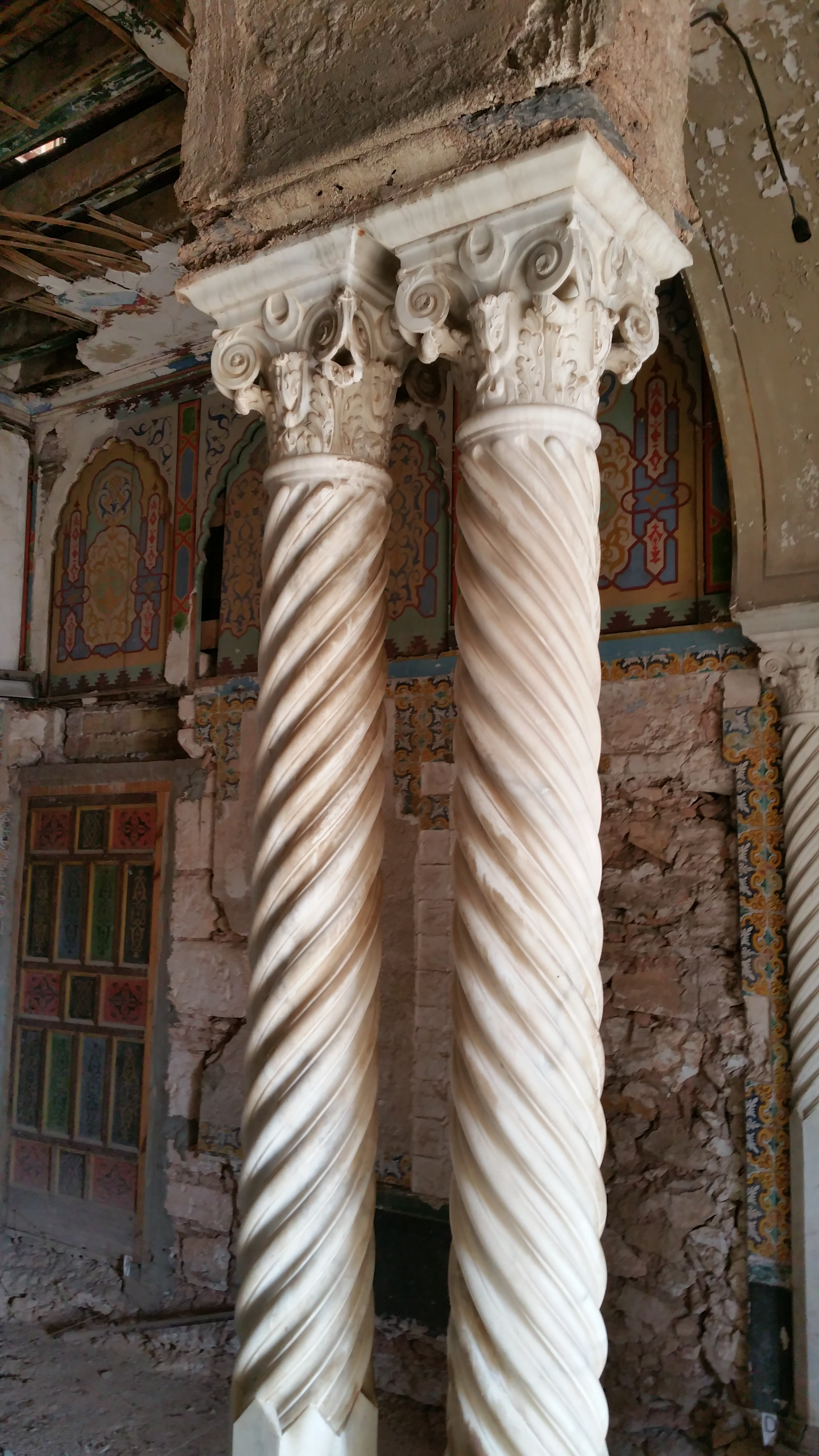
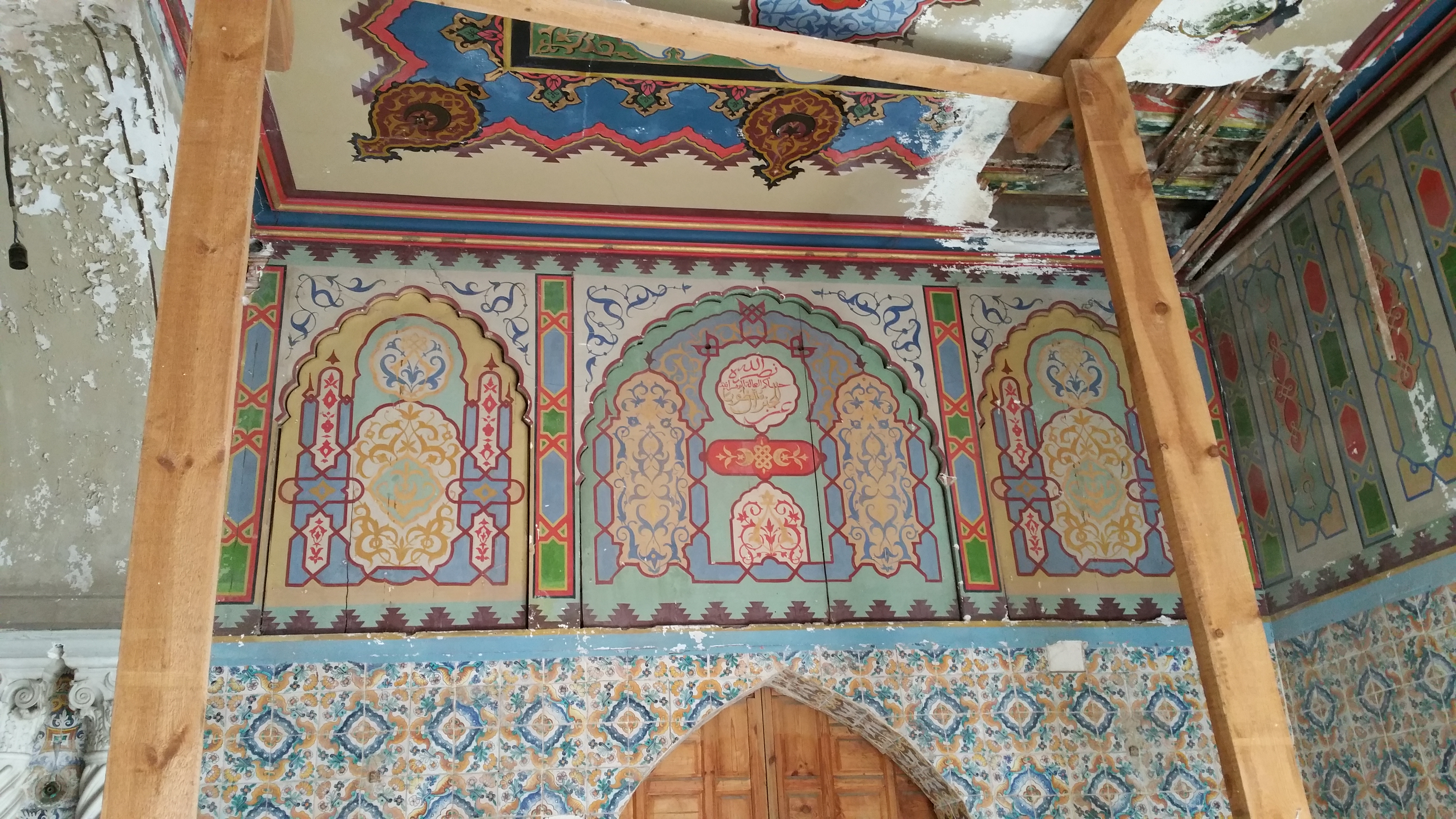
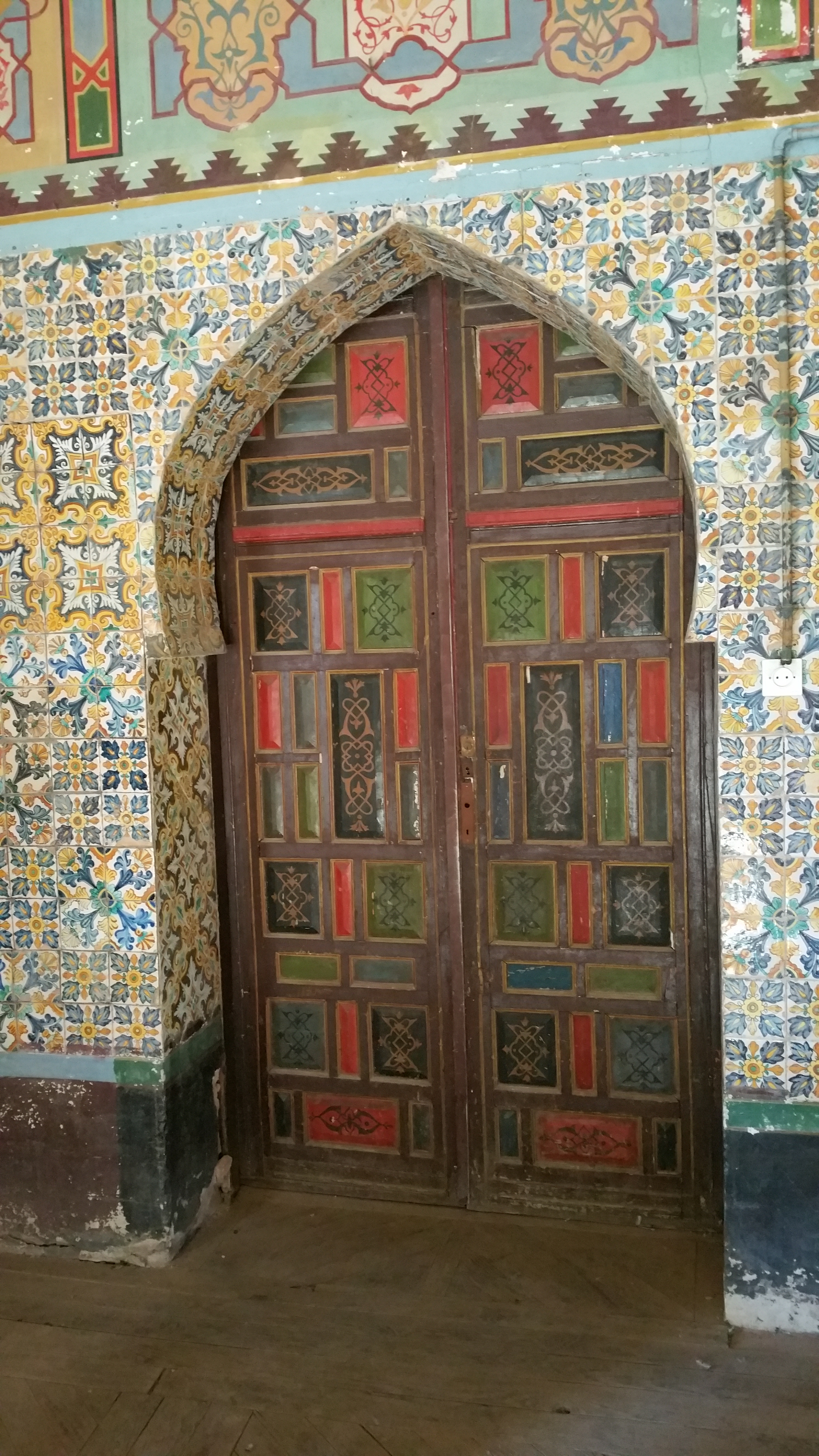
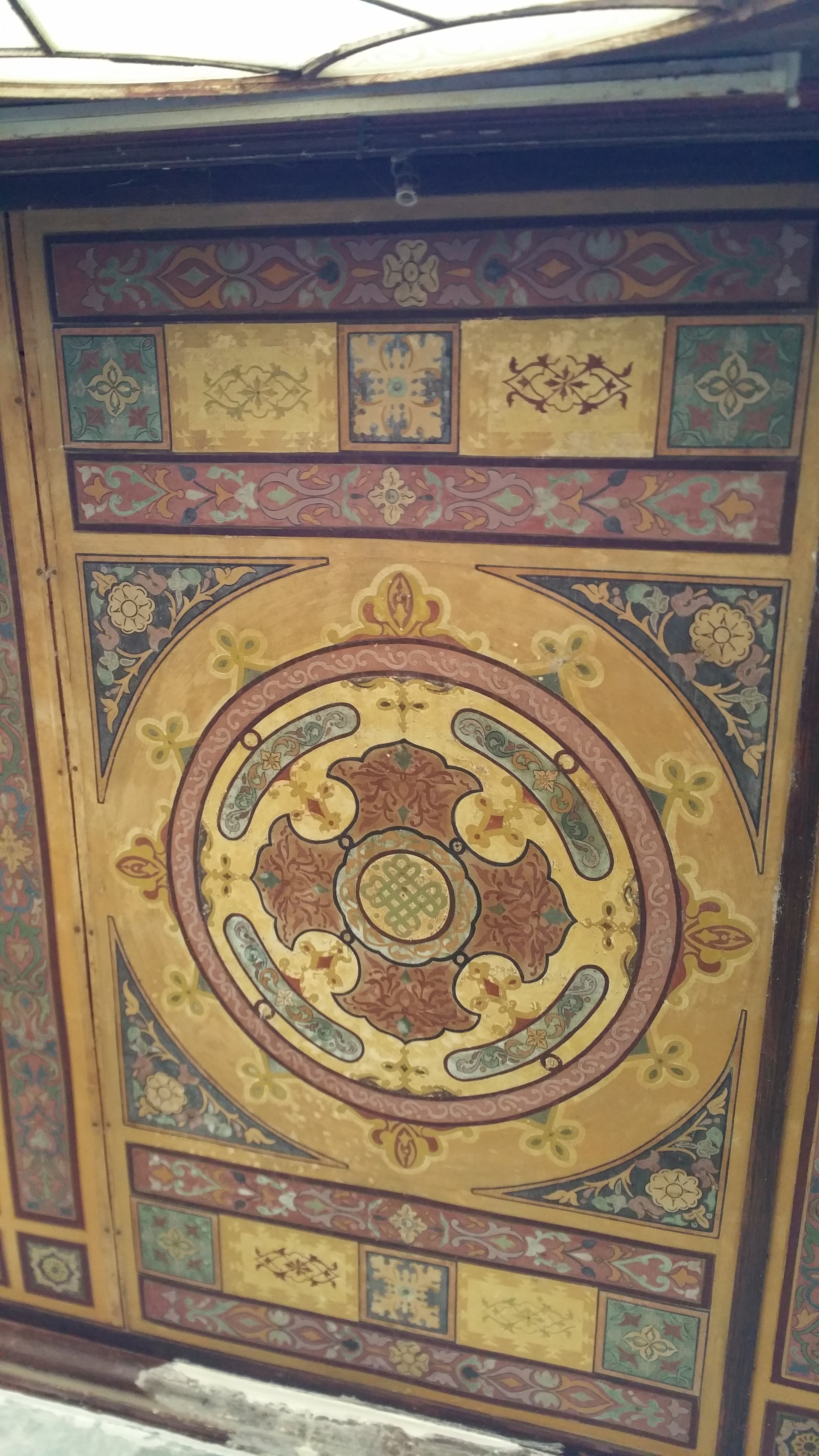
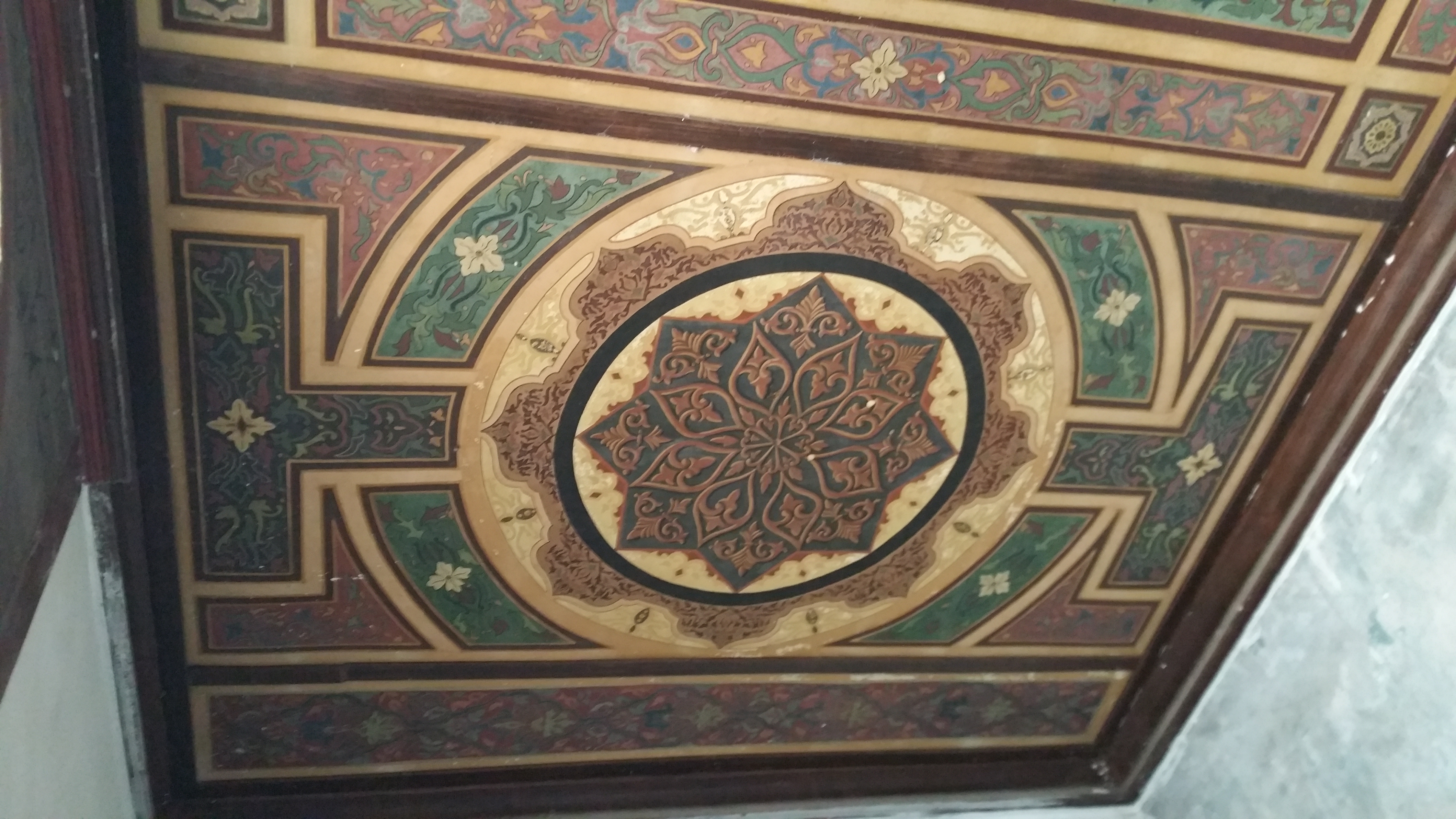
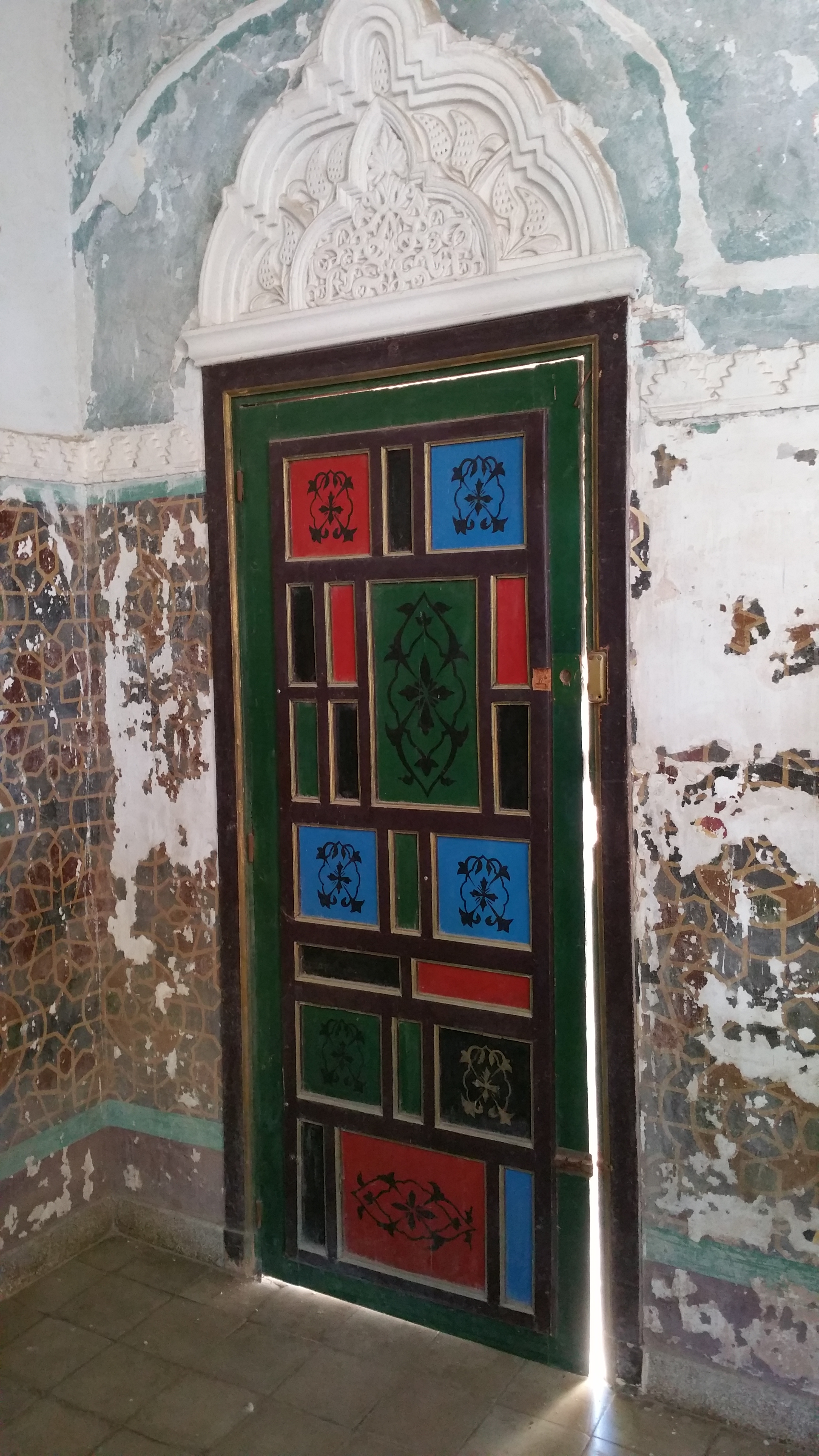
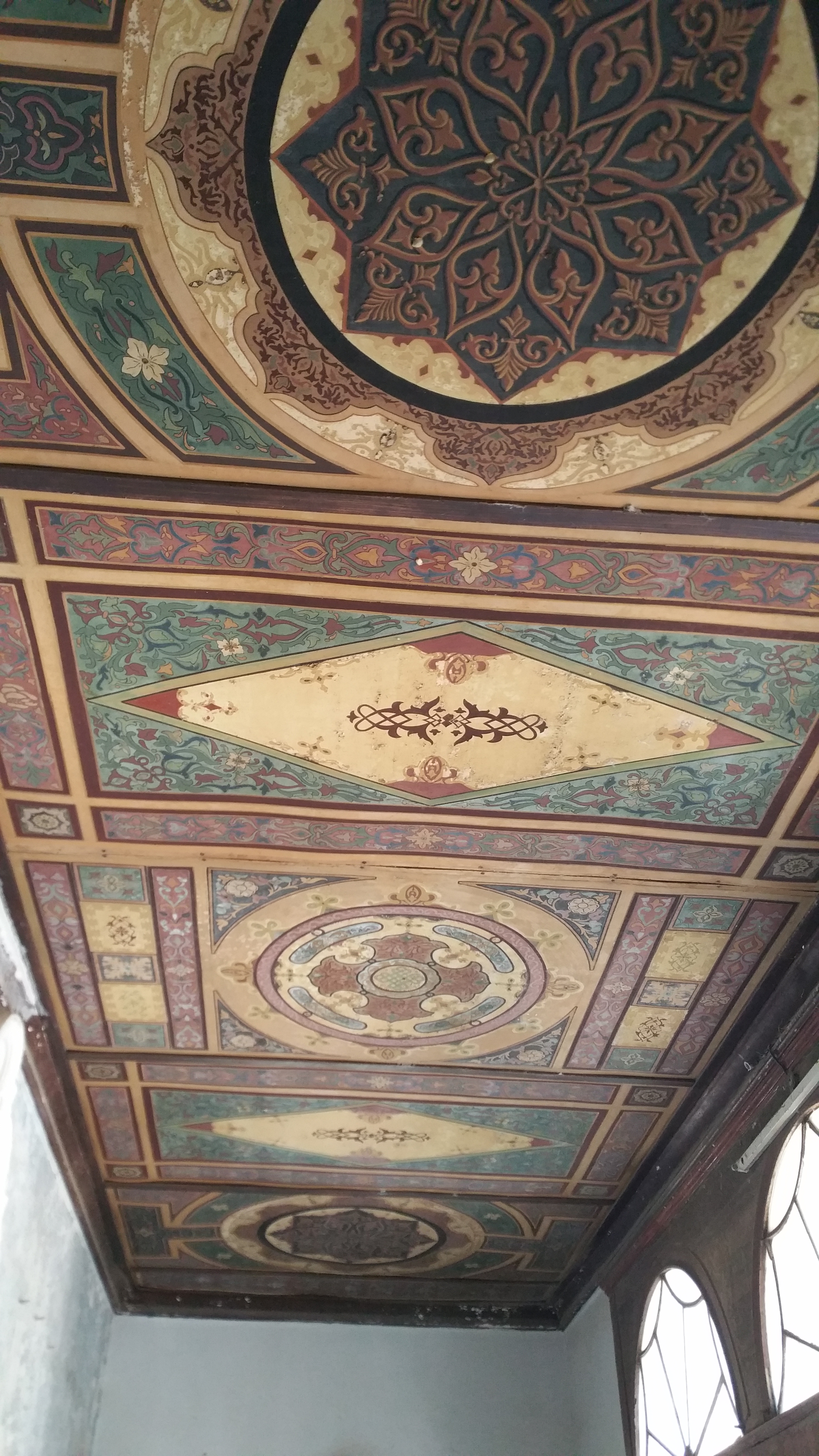
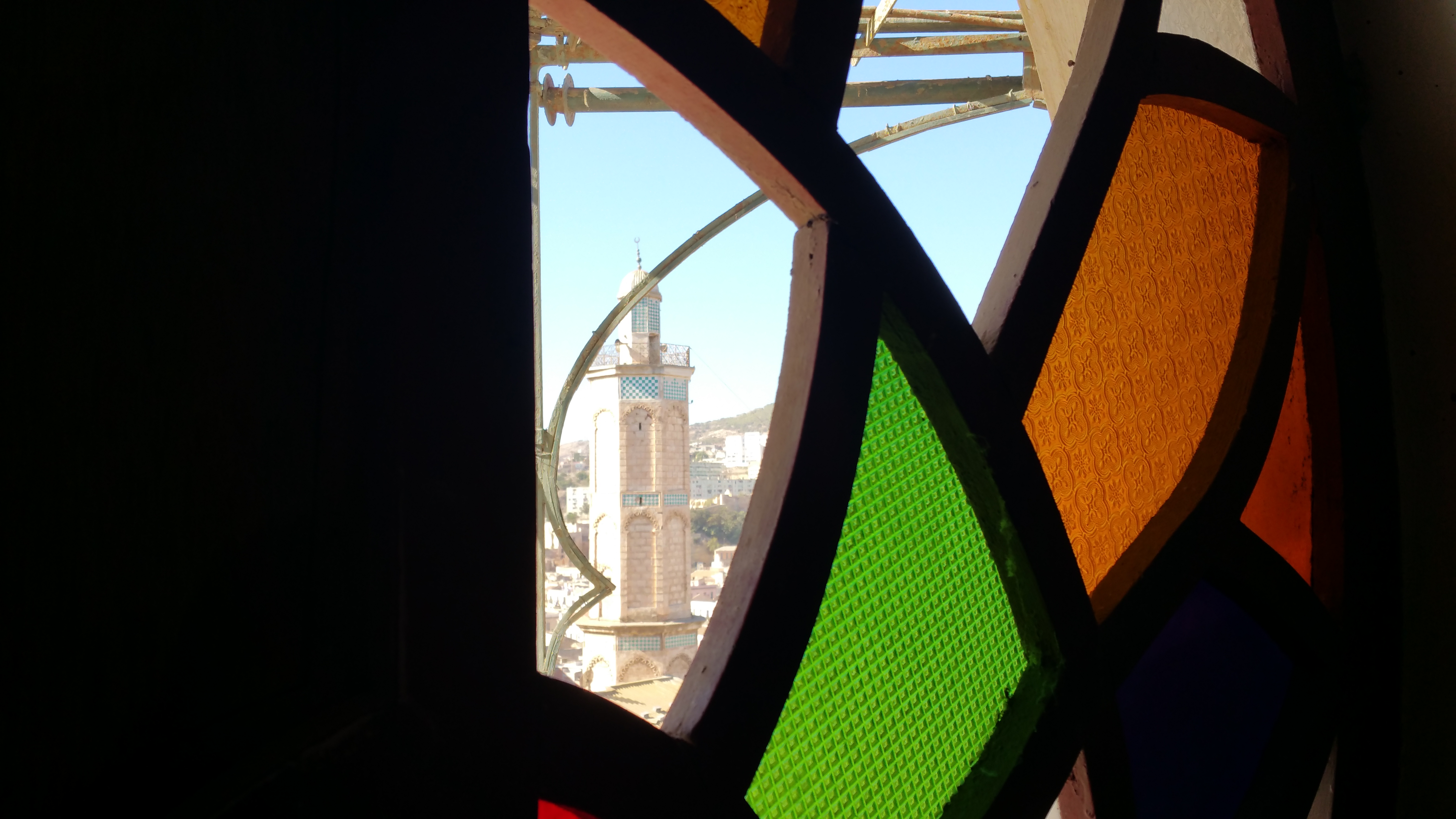
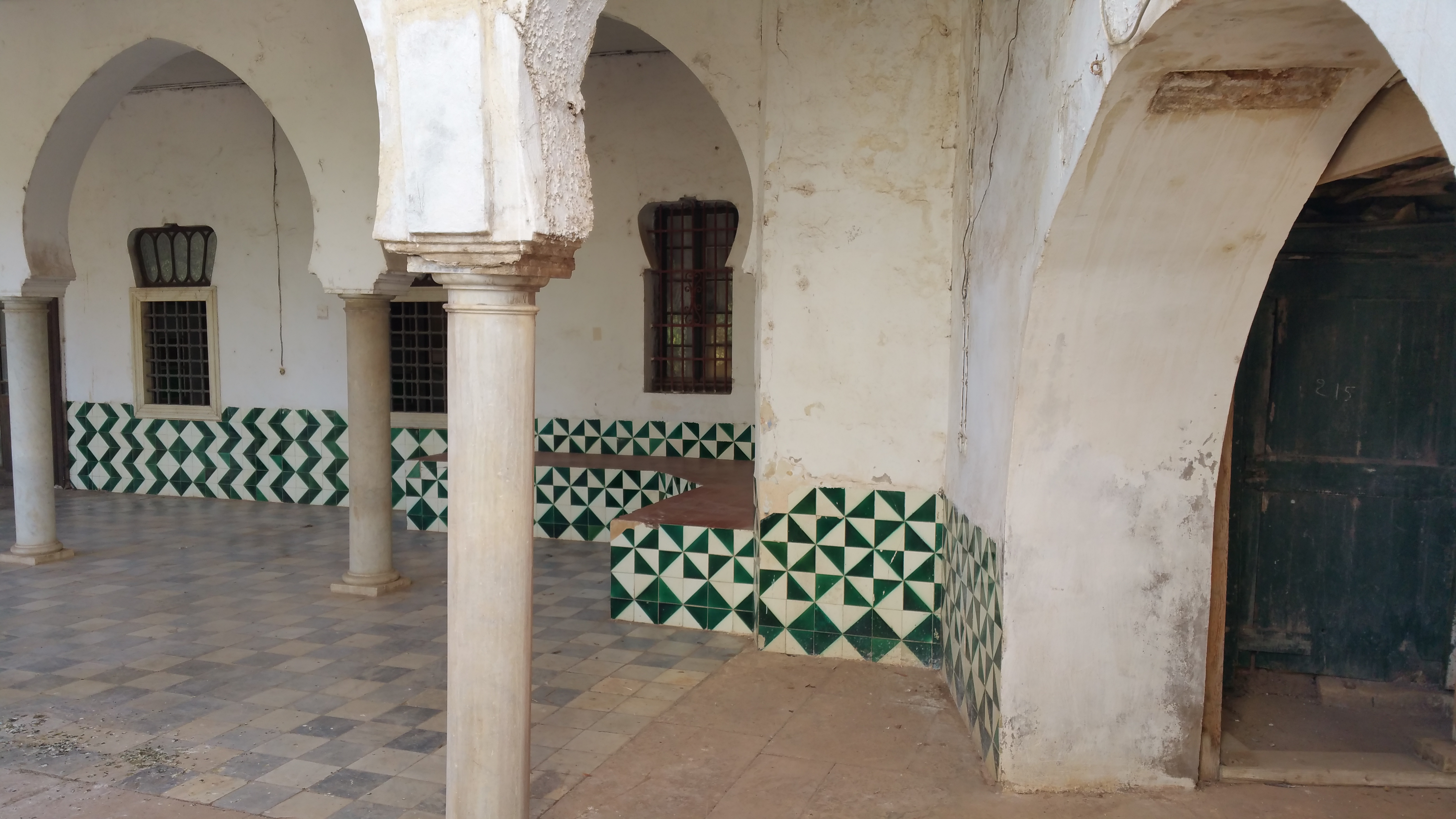
الديوان
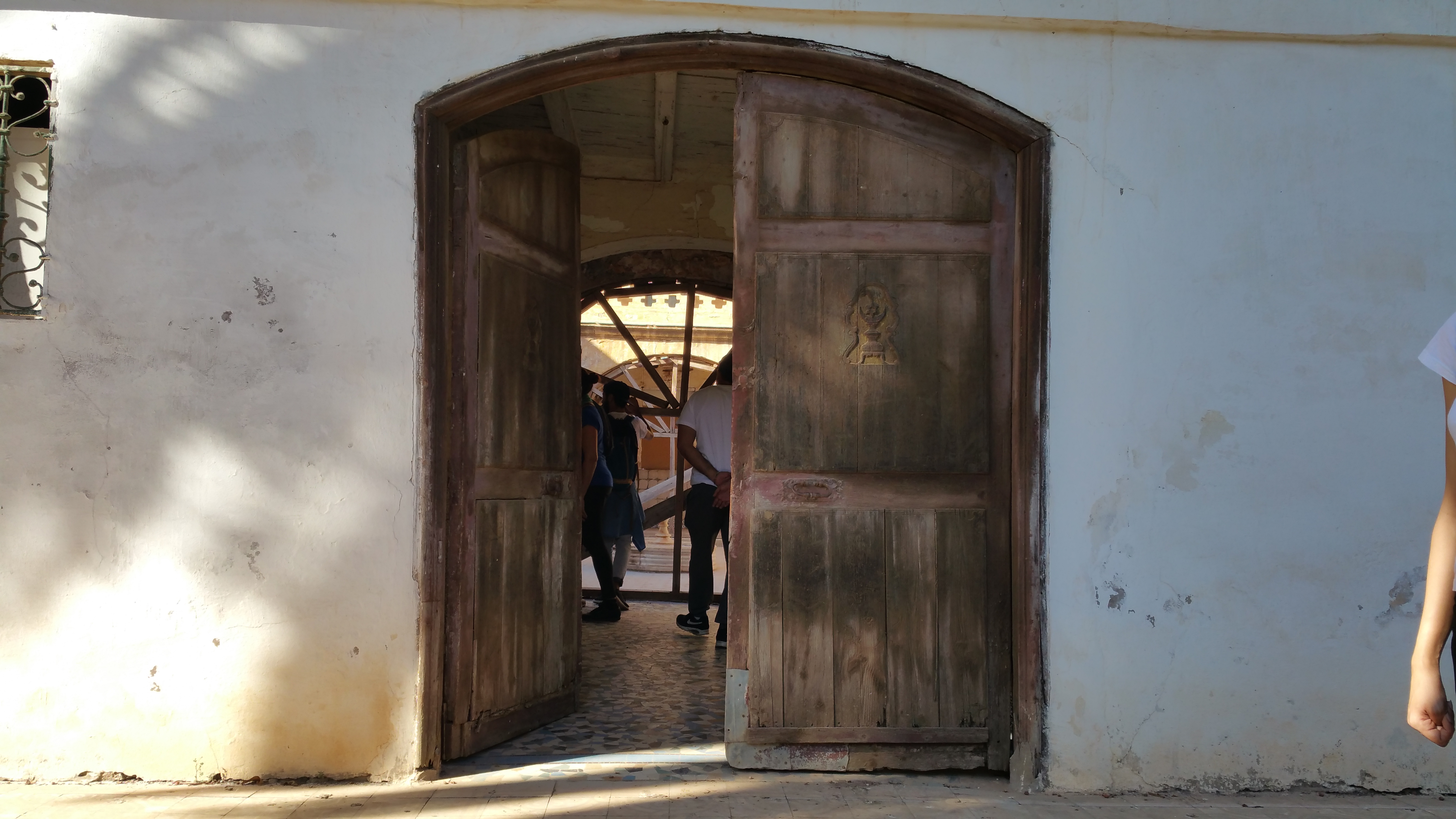
باب مدخل جناح المفضلة
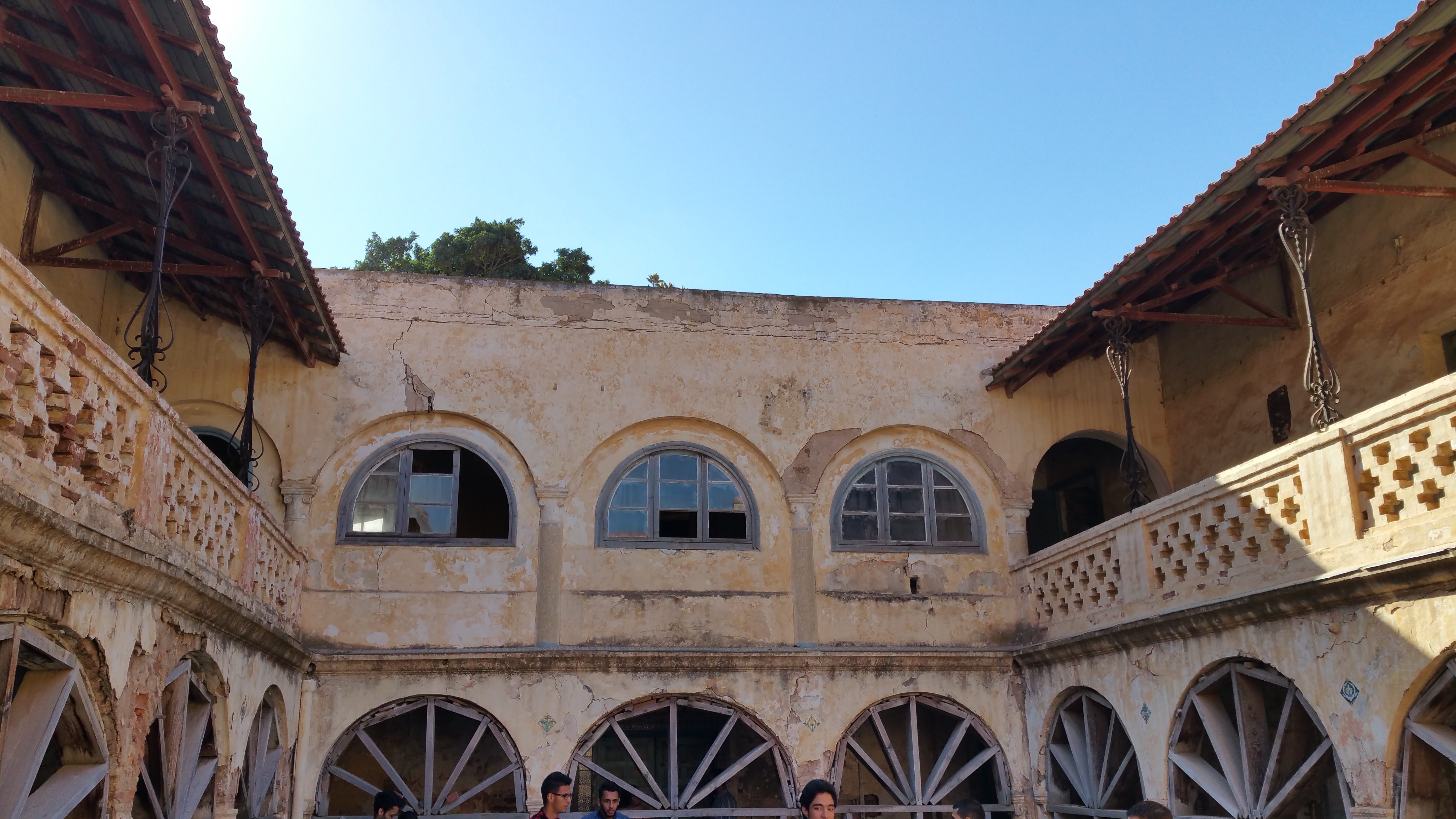
جناح الحرم
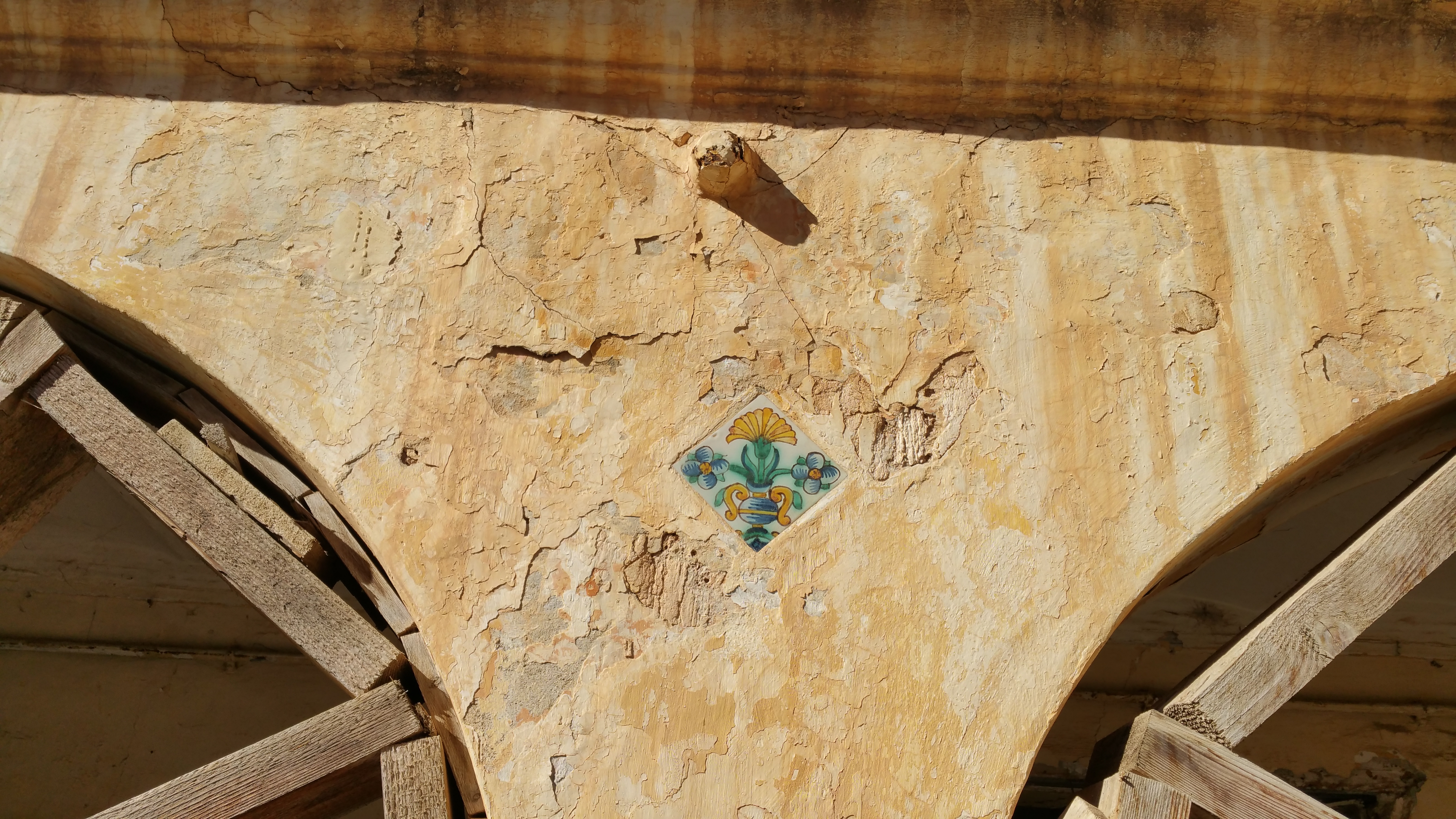
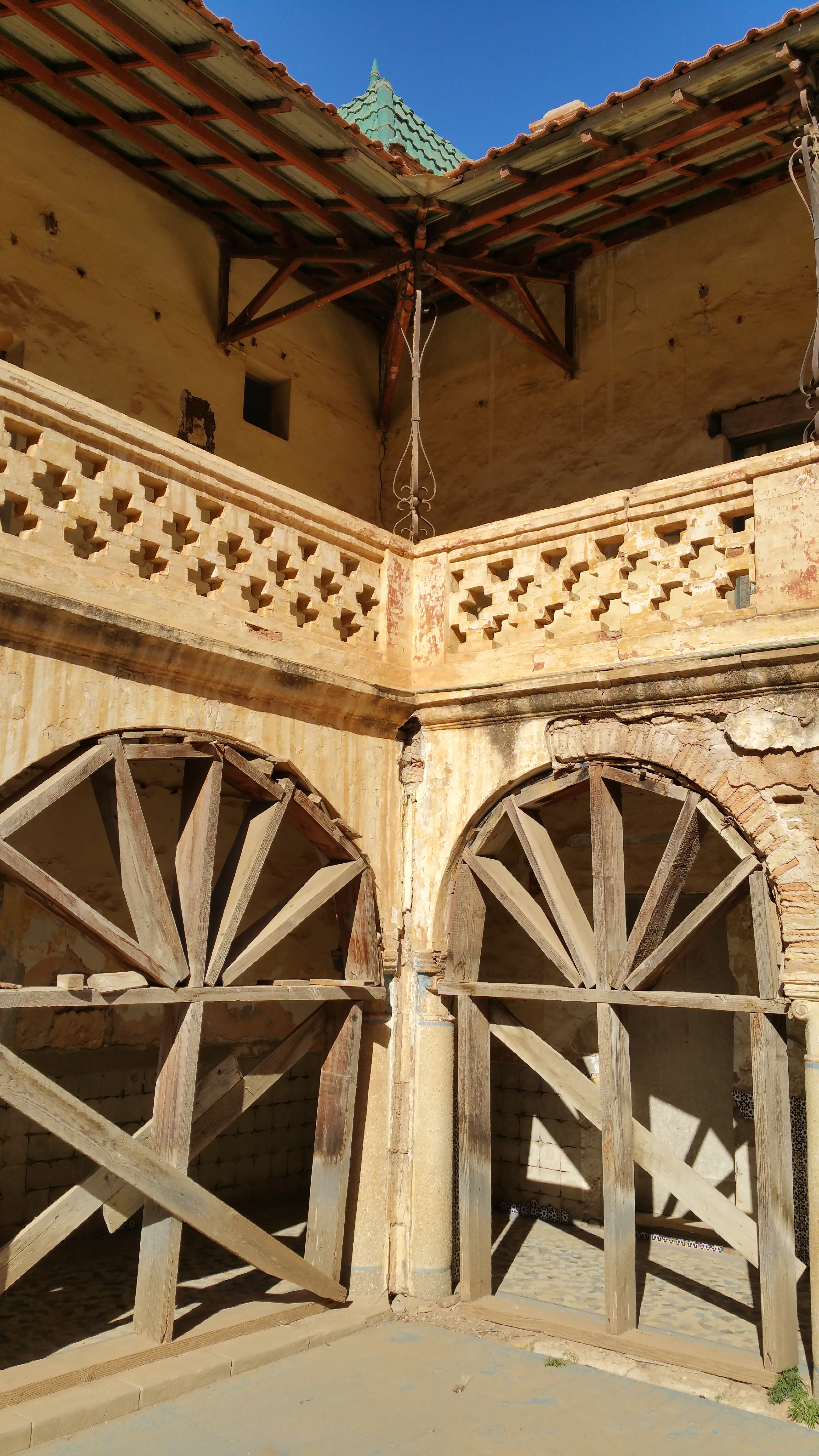
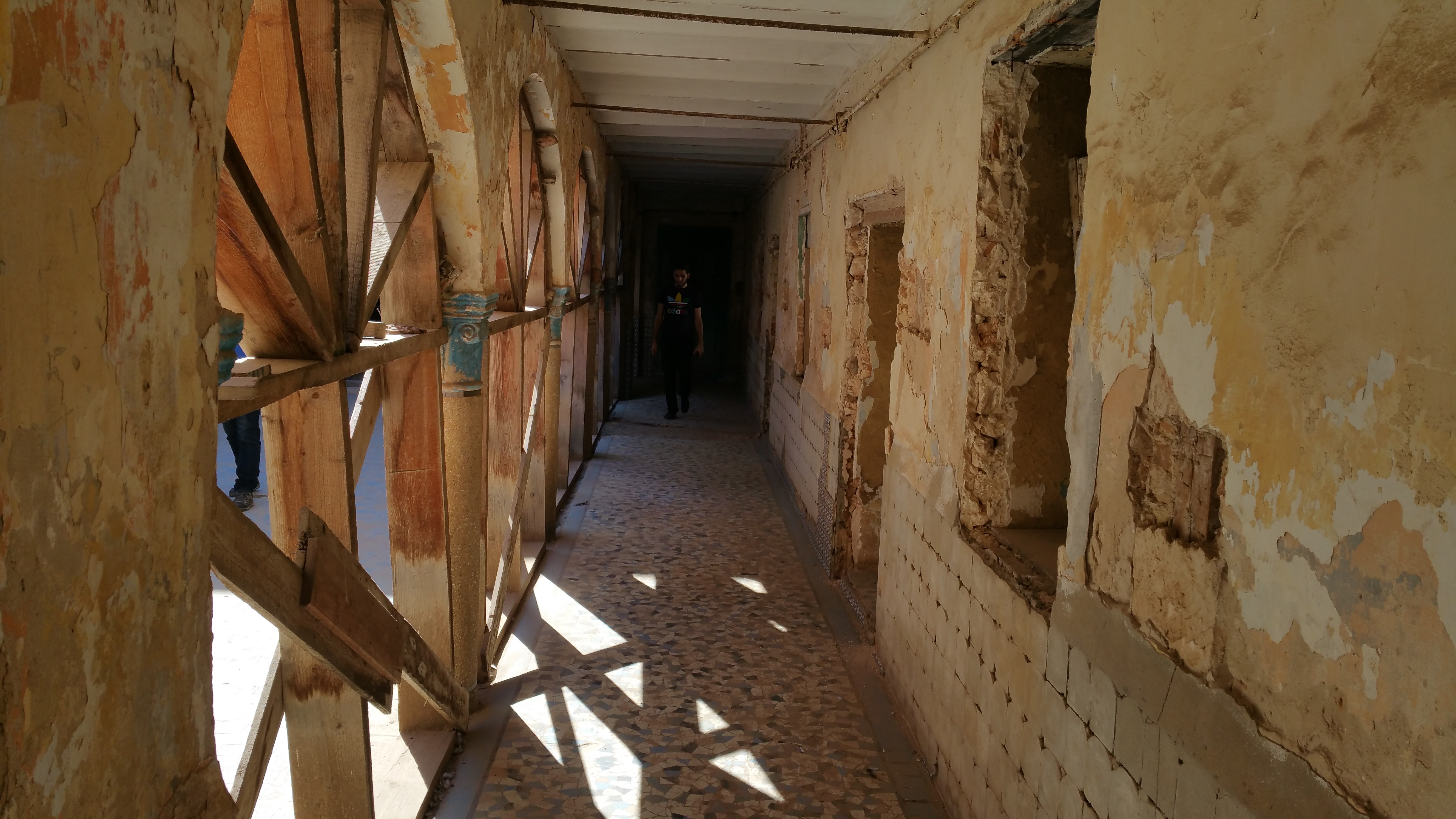
جناح الحرم
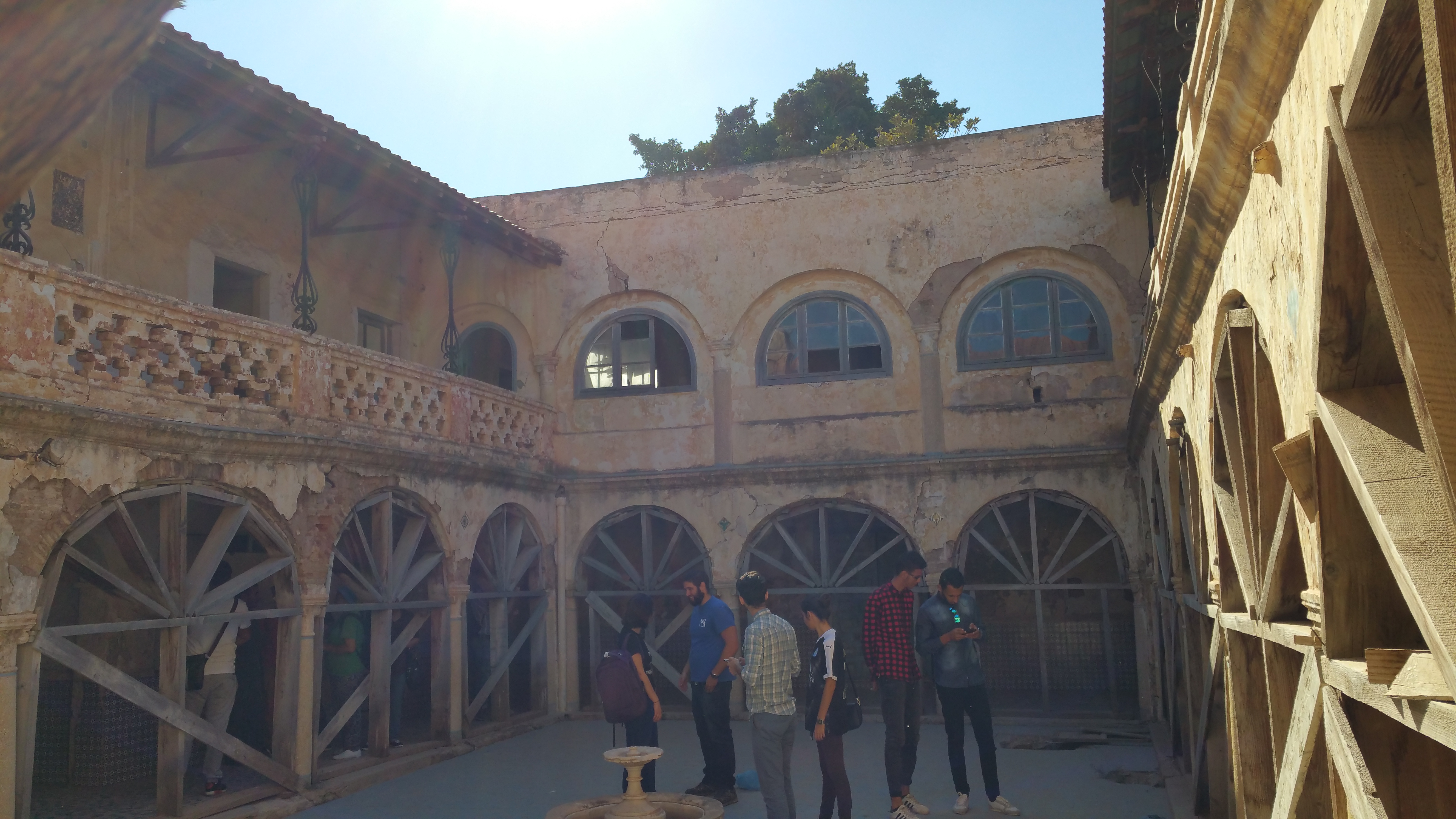
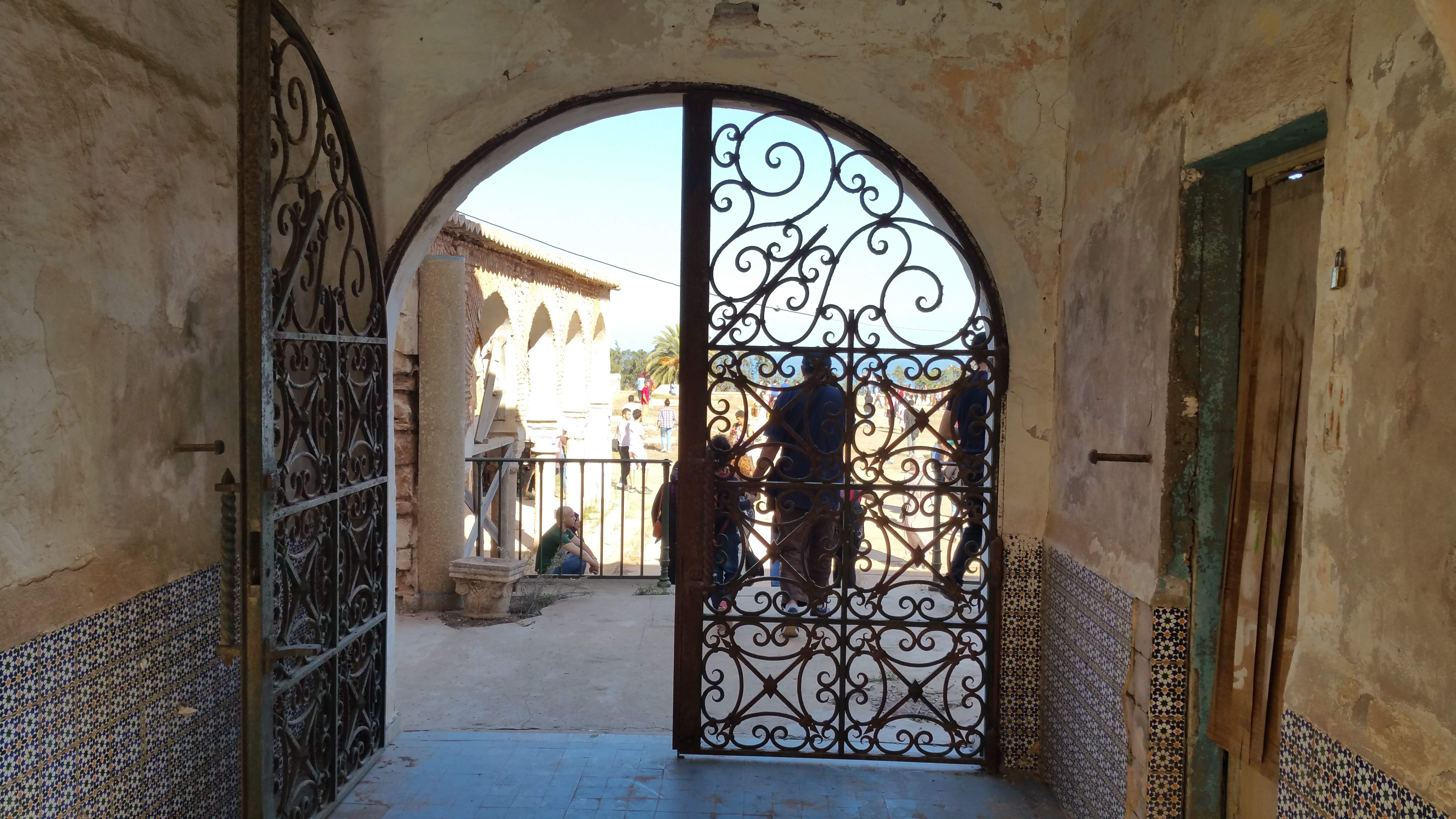
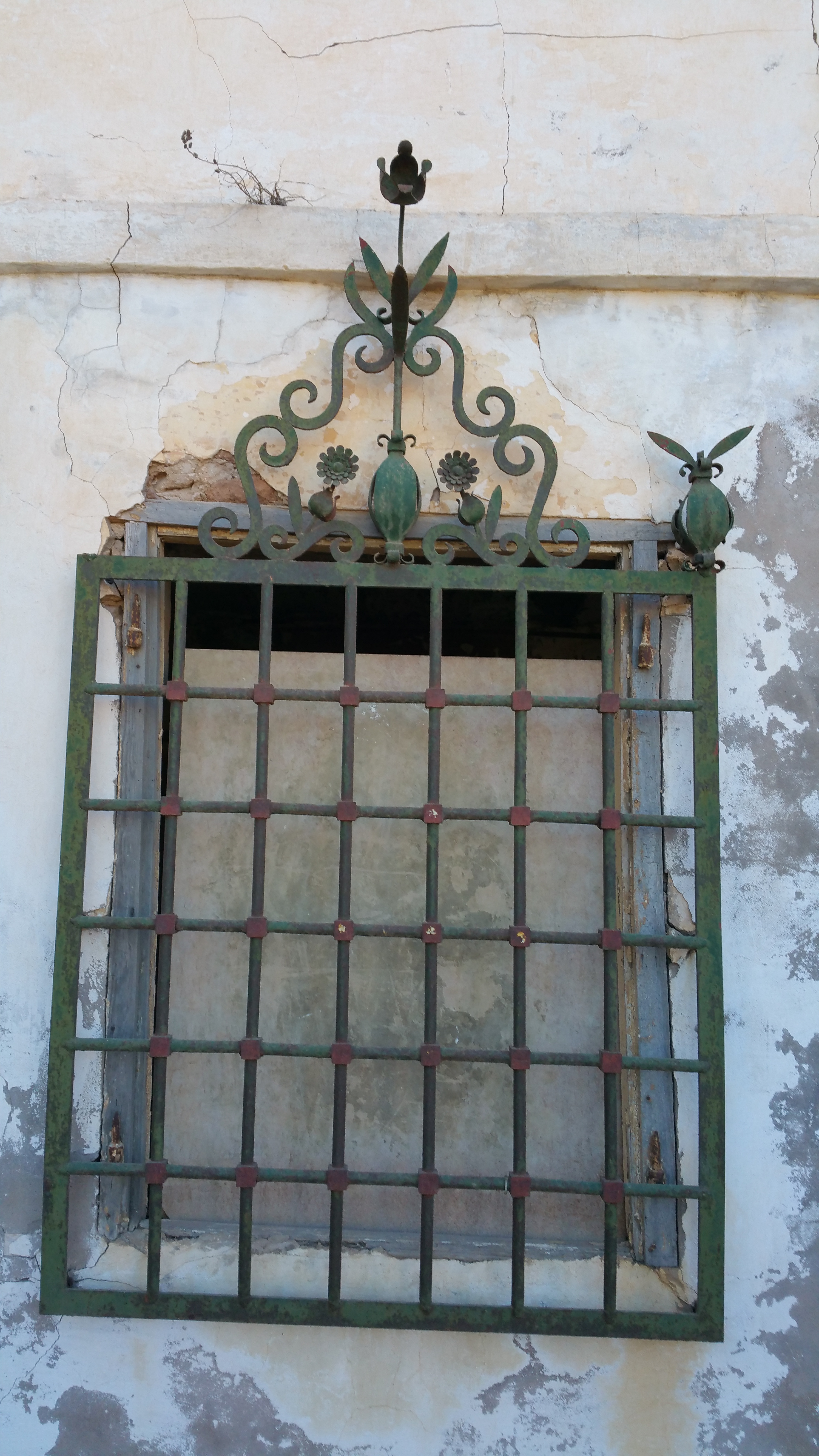
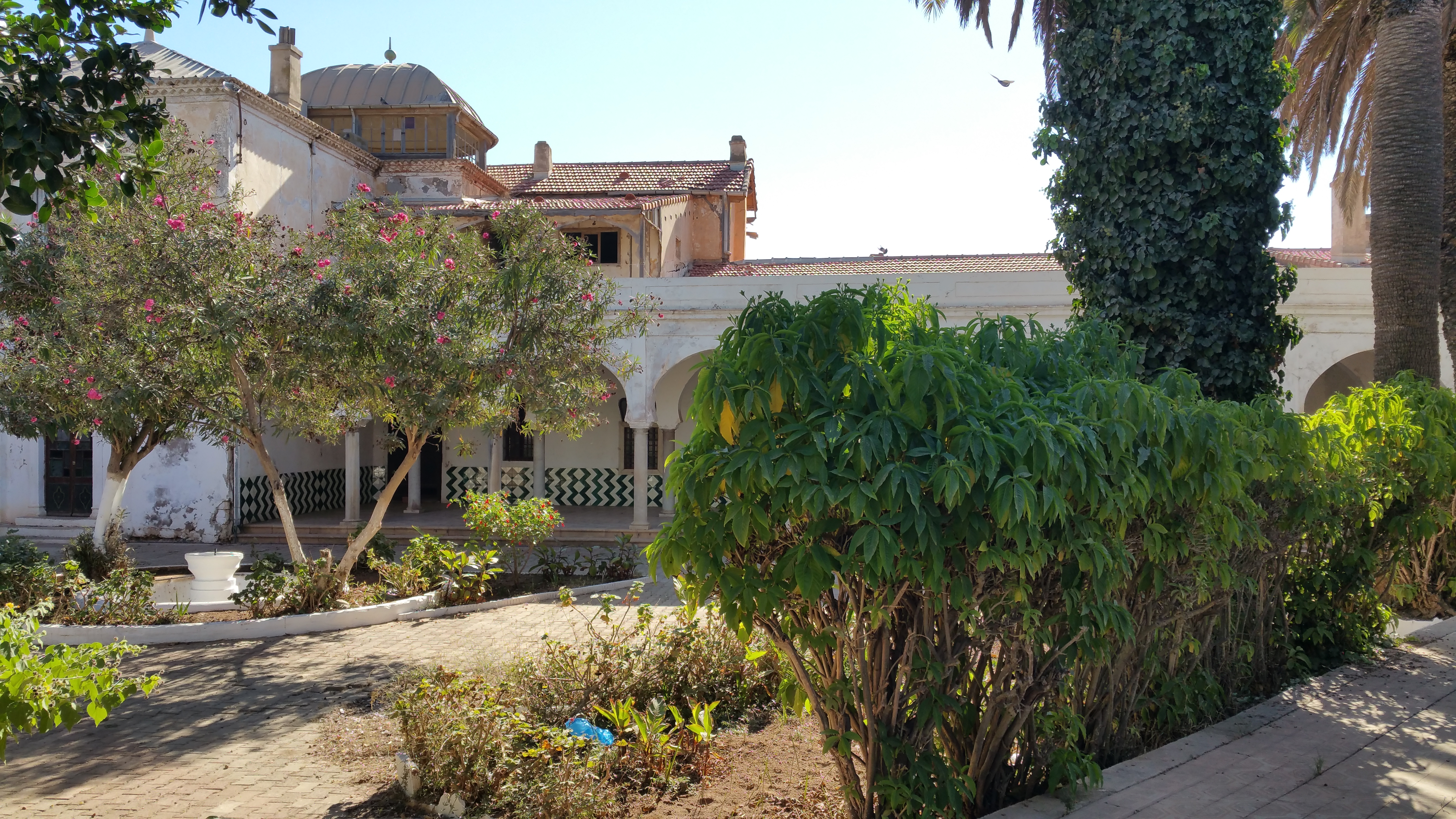
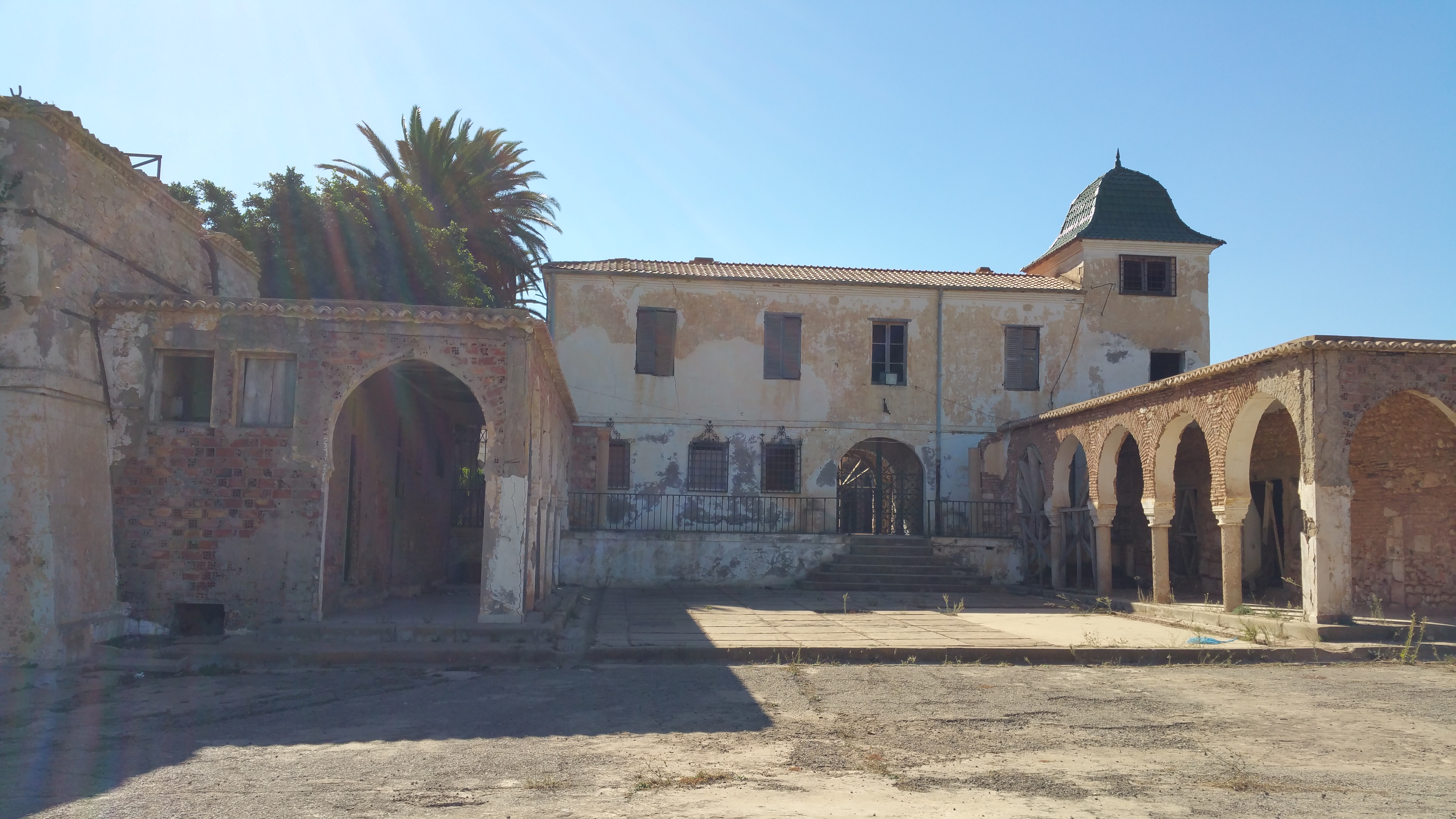
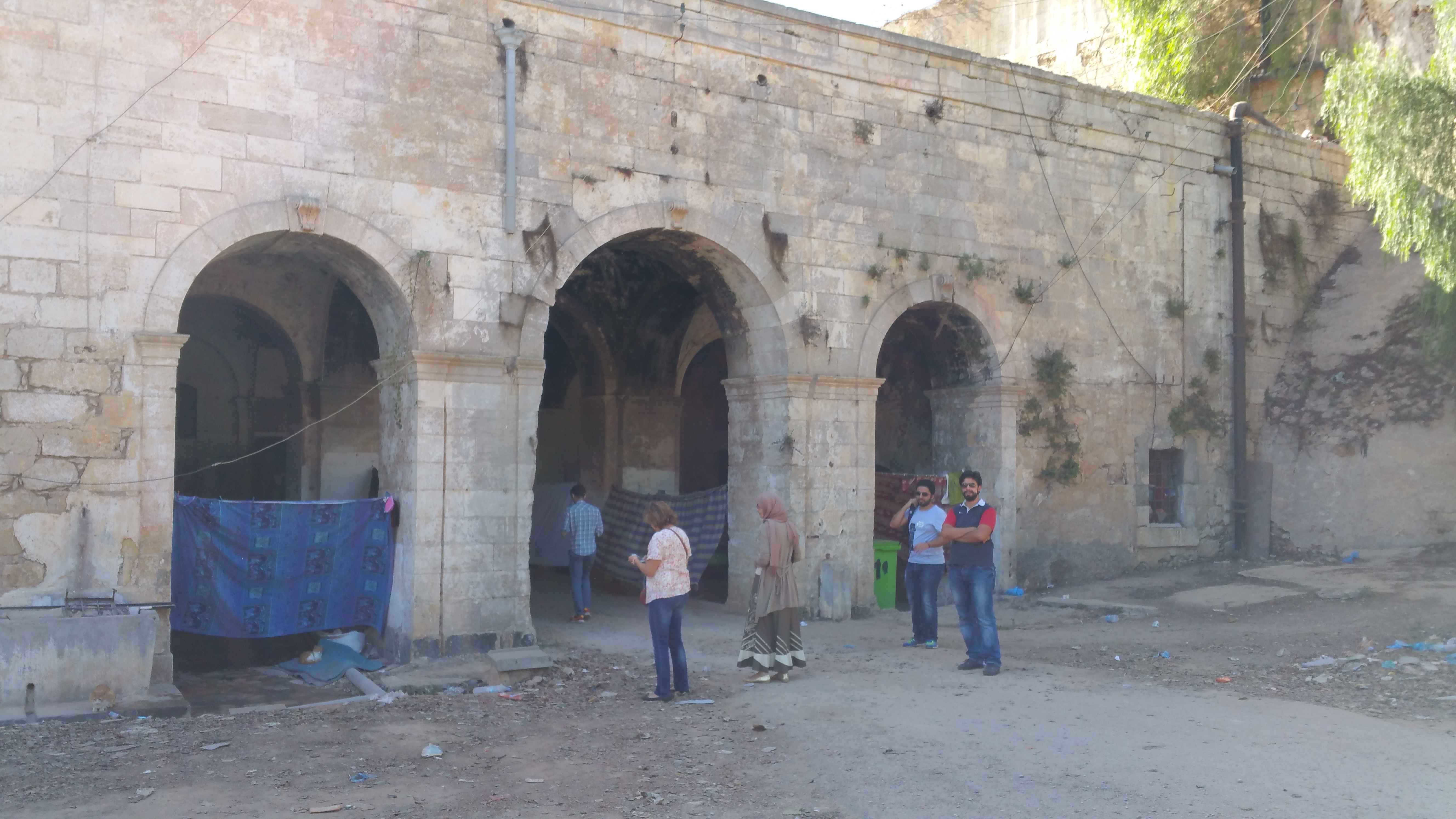
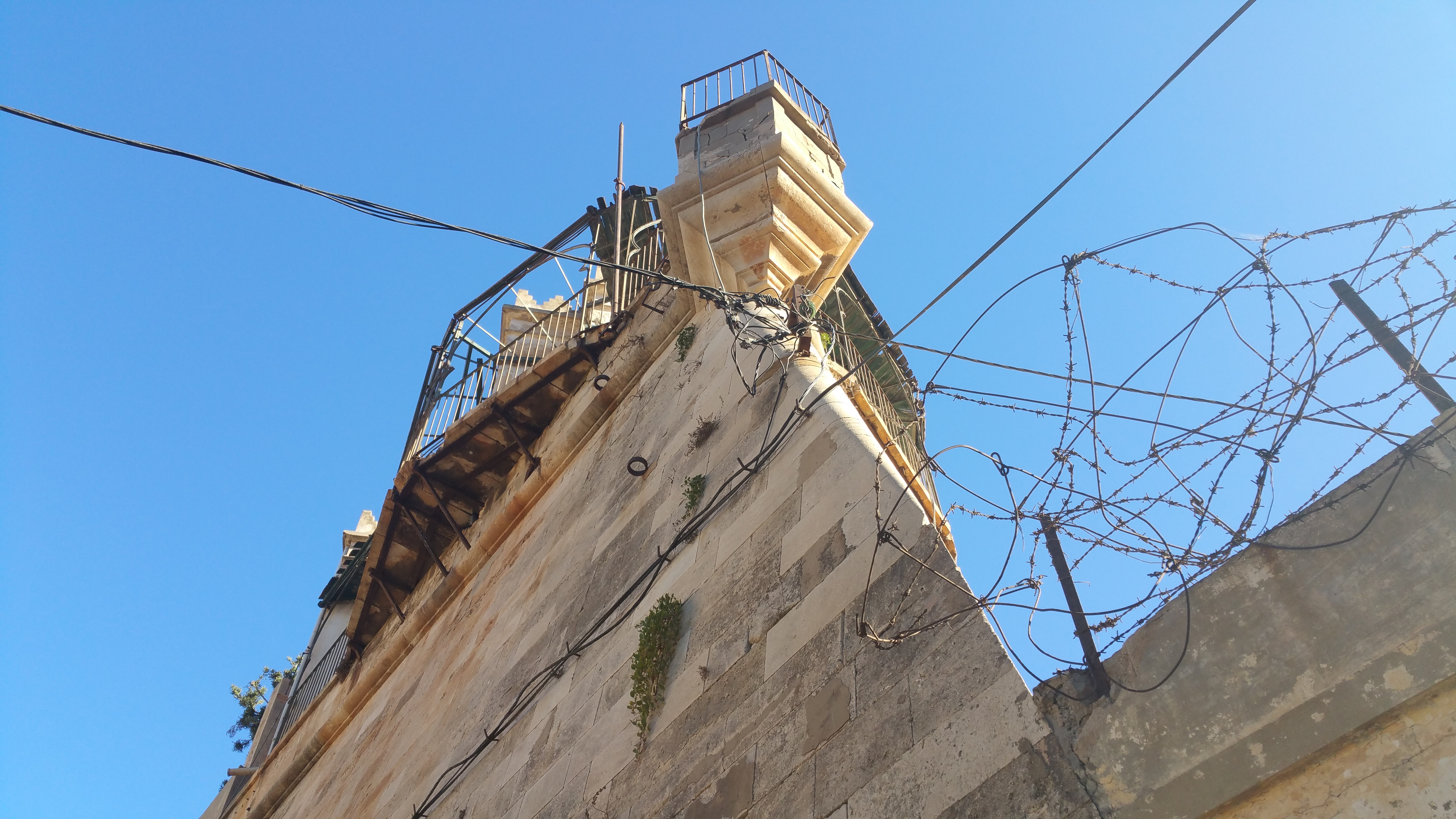

## أنظر أيضا
- قصر أحمد باي